# Tauron Liga (2022/2023)
Tauron Liga 2022/2023 – 87. edycja mistrzostw Polski w piłce siatkowej kobiet, po raz 70. przeprowadzana w formule rozgrywek ligowych, a po raz 18. w postaci ligi zawodowej. Organizowana przez Polską Ligę Siatkówki pod egidą Polskiego Związku Piłki Siatkowej (PZPS).

## Drużyny uczestniczące

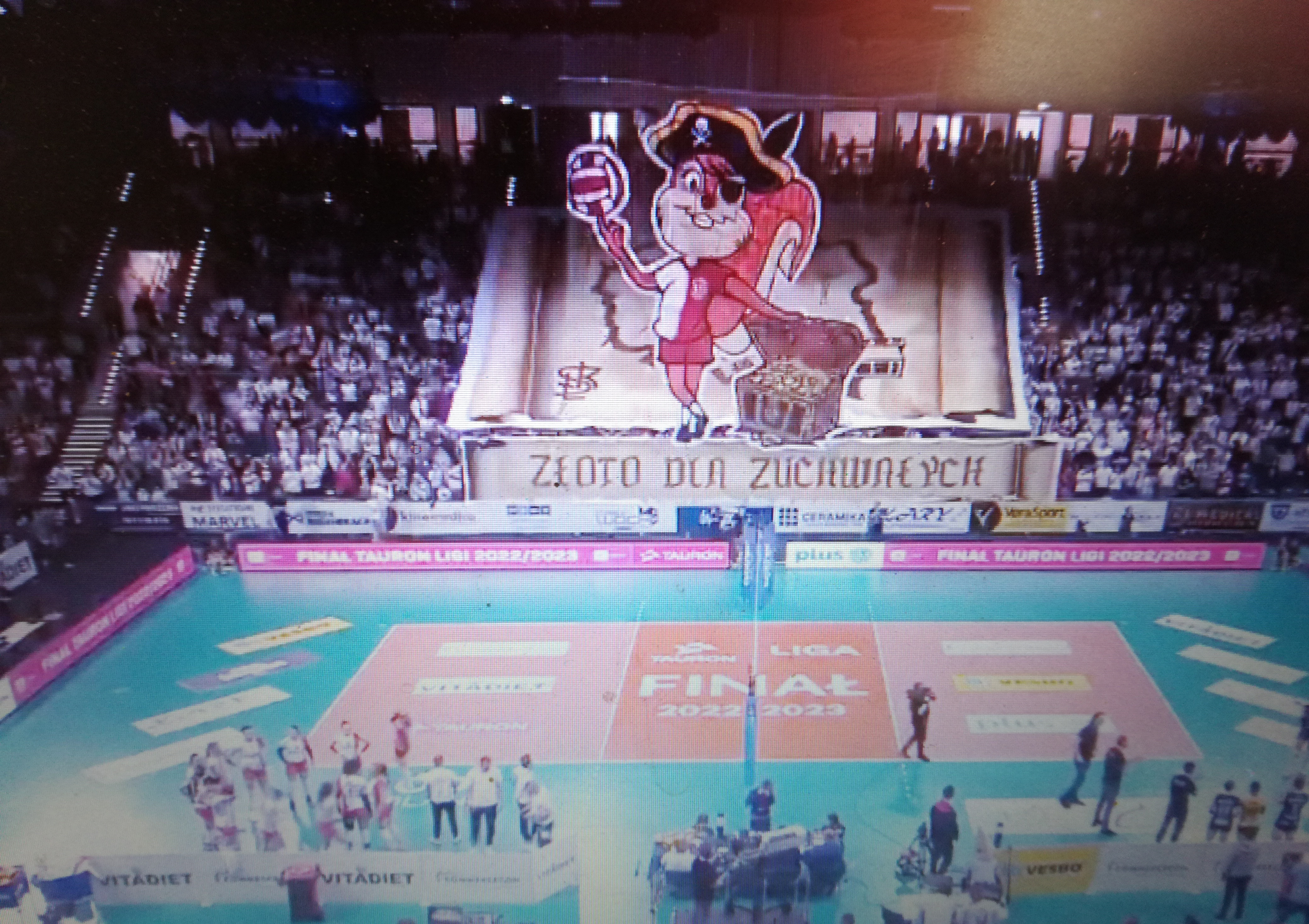
Początek 1. meczu finałowego ŁKS Commercecon Łódź vs. Developres Bella Dolina Rzeszów

| \| \| Uczestnicy poprzedniej edycji \| \| \| \| --------------------------------------------------------------------------------------------------------------------------------------------------------------------------------- \| ------------------------------- \| -- \| --- \| \| POL \| Grupa Azoty Chemik Police \| 1 \| LM \| \| RZE \| Developres Bella Dolina Rzeszów \| 2 \| LM \| \| ŁDZ \| ŁKS Commercecon Łódź \| 3 \| LM \| \| ŁÓD \| Grot Budowlani Łódź \| 4 \| CEV \| \| LEG \| IŁ Capital Legionovia Legionowo \| 5 \| PCh \| \| RAD \| Moya Radomka Lotnisko Radom \| 6 \| \| \| OPO \| UNI Opole \| 7 \| \| \| BIE \| BKS Bostik Bielsko-Biała \| 8 \| \| \| WRO \| Volleyball Wrocław \| 9 \| \| \| KAL \| Energa MKS Kalisz \| 10 \| \| \| BYD \| OnlyBio Pałac Bydgoszcz \| 11 \| \| \| \| Awans z I ligi \| \| \| \| TAR \| Roleski Grupa Azoty PWSZ Tarnów \| 1 \| \| \| Oznaczenia: - kolumna pierwsza – skróty nazw drużyn wpisane na mapie (jeśli ta została zamieszczona), - kolumna trzecia – miejsce zajęte przez daną drużynę w poprzednim sezonie. \| \| \| \| |                                 | POLRZEŁDZŁÓDLEGRADOPOBIEWROKALBYDTAR Lokalizacja klubów |     |
| | Uczestnicy poprzedniej edycji   |                                                         |     |
| POL | Grupa Azoty Chemik Police       | 1                                                       | LM  |
| RZE | Developres Bella Dolina Rzeszów | 2                                                       | LM  |
| ŁDZ | ŁKS Commercecon Łódź            | 3                                                       | LM  |
| ŁÓD | Grot Budowlani Łódź             | 4                                                       | CEV |
| LEG | IŁ Capital Legionovia Legionowo | 5                                                       | PCh |
| RAD | Moya Radomka Lotnisko Radom     | 6                                                       |     |
| OPO | UNI Opole                       | 7                                                       |     |
| BIE | BKS Bostik Bielsko-Biała        | 8                                                       |     |
| WRO | Volleyball Wrocław              | 9                                                       |     |
| KAL | Energa MKS Kalisz               | 10                                                      |     |
| BYD | OnlyBio Pałac Bydgoszcz         | 11                                                      |     |
| | Awans z I ligi                  |                                                         |     |
| TAR | Roleski Grupa Azoty PWSZ Tarnów | 1                                                       |     |
| Oznaczenia: - kolumna pierwsza – skróty nazw drużyn wpisane na mapie (jeśli ta została zamieszczona), - kolumna trzecia – miejsce zajęte przez daną drużynę w poprzednim sezonie. |                                 |                                                         |     |

## Hale sportowe
| Klub                            | Hala sportowa                                                | Liczba miejsc siedzących |
| ------------------------------- | ------------------------------------------------------------ | ------------------------ |
| BKS Bostik Bielsko-Biała        | Hala Widowiskowo-Sportowa                                    | 3053                     |
| Developres Bella Dolina Rzeszów | Hala Podpromie                                               | 4300                     |
| Energa MKS Kalisz               | Arena Kalisz                                                 | 3164                     |
| Grot Budowlani Łódź             | Łódź Sport Arena im. Józefa Żylińskiego                      | 3000                     |
| Grupa Azoty Chemik Police       | Hala sportowa im. Ignacego Łukasiewicza                      | 1100                     |
| IŁ Capital Legionovia Legionowo | Arena Legionowo                                              | 1988                     |
| ŁKS Commercecon Łódź            | Łódź Sport Arena im. Józefa Żylińskiego                      | 3000                     |
| Moya Radomka Lotnisko Radom     | Hala sportowa MOSiR                                          | 1700                     |
| Moya Radomka Lotnisko Radom     | HWS RCS (Hala widowiskowo-sportowa Radomskie Centrum Sportu) | 3700                     |
| OnlyBio Pałac Bydgoszcz         | Hala Łuczniczka                                              | 6082                     |
| Roleski Grupa Azoty PWSZ Tarnów | Arena Jaskółka                                               | 3500                     |
| UNI Opole                       | Stegu Arena                                                  | 3500                     |
| Volleyball Wrocław              | Hala „Orbita”                                                | 3000                     |

## Trenerzy
| Klub                            | Pierwszy trener       | Narodowość | Drugi trener             | Narodowość |
| ------------------------------- | --------------------- | ---------- | ------------------------ | ---------- |
| BKS Bostik Bielsko-Biała        | Bartłomiej Piekarczyk | Polska     | Bartosz Sufa             | Polska     |
| Developres Bella Dolina Rzeszów | Stéphane Antiga       | Francja    | Bartłomiej Dąbrowski     | Polska     |
| Energa MKS Kalisz               | Marcin Widera         | Polska     | Przemysław Michalczyk    | Polska     |
| Grot Budowlani Łódź             | Maciej Biernat        | Polska     | Krystian Pachliński      | Polska     |
| Grupa Azoty Chemik Police       | Radosław Wodziński    | Polska     | Marek Mierzwiński        | Polska     |
| IŁ Capital Legionovia Legionowo | Grzegorz Kowalczyk    | Polska     |                          |            |
| ŁKS Commercecon Łódź            | Alessandro Chiappini  | Włochy     | Adrian Chyliński         | Polska     |
| Moya Radomka Lotnisko Radom     | Błażej Krzyształowicz | Polska     | Jakub Głuszak            | Polska     |
| OnlyBio Pałac Bydgoszcz         | Jakub Tęcza           | Polska     |                          |            |
| Roleski Grupa Azoty PWSZ Tarnów | Marcin Wojtowicz      | Polska     | Michał Madejski          | Polska     |
| UNI Opole                       | Nicola Vettori        | Włochy     | Akis Efstatopulos        | Grecja     |
| Volleyball Wrocław              | Michal Mašek          | Słowacja   | Bartłomiej Bartodziejski | Polska     |

### Zmiany trenerów
| Klub                            | Były trener          | Narodowość | Data odejścia | Powód                                                                             | Nowy trener                    | Narodowość | Data przyjścia | Źródło |
| ------------------------------- | -------------------- | ---------- | ------------- | --------------------------------------------------------------------------------- | ------------------------------ | ---------- | -------------- | ------ |
| Przed sezonem                   |                      |            |               |                                                                                   |                                |            |                |        |
| Energa MKS Kalisz               | Adam Czekaj          | Polska     | 05.2022       | koniec kontraktu                                                                  | Marcin Widera                  | Polska     | 17.05.2022     | [ 1 ]  |
| IŁ Capital Legionovia Legionowo | Alessandro Chiappini | Włochy     | 31.05.2022    | koniec kontraktu                                                                  | Paweł Kowal                    | Polska     | 31.05.2022     | [ 2 ]  |
| ŁKS Commercecon Łódź            | Michał Cichy         | Polska     | 26.05.2022    | koniec kontraktu                                                                  | Alessandro Chiappini           | Włochy     | 15.07.2022     | [ 3 ]  |
| W trakcie sezonu                |                      |            |               |                                                                                   |                                |            |                |        |
| IŁ Capital Legionovia Legionowo | Paweł Kowal          | Polska     | 23.12.2022    | niesatysfakcjonujący poziom gry zespołu oraz brak oczekiwanych wyników sportowych | Grzegorz Kowalczyk (II trener) | Polska     | 23.12.2022     | [ 4 ]  |
| Grupa Azoty Chemik Police       | Marek Mierzwiński    | Polska     | 17.01.2023    | niesatysfakcjonujący poziom gry zespołu oraz brak oczekiwanych wyników sportowych | Radosław Wodziński (II trener) | Polska     | 17.01.2023     | [ 5 ]  |
| OnlyBio Pałac Bydgoszcz         | Mirosław Zawieracz   | Polska     | 09.02.2023    | niesatysfakcjonujący poziom gry zespołu oraz brak oczekiwanych wyników sportowych | Jakub Tęcza (II trener)        | Polska     | 09.02.2023     | [ 6 ]  |

## Rozgrywki
- 19 stycznia 2023 IŁ Capital Legionovia Legionowo ogłosiła bankructwo i przed meczem 12. kolejki wycofała się z rozgrywek Tauron Ligi sezonu 2022/2023[7].

### Faza zasadnicza

#### Tabela wyników
| Gospodarz \ Gość1               | POL | RZE | ŁDZ | ŁÓD | LEG | RAD | OPO | BIE | WRO | KAL | BYD | TAR |
| ------------------------------- | --- | --- | --- | --- | --- | --- | --- | --- | --- | --- | --- | --- |
| Grupa Azoty Chemik Police       | -   | 0:3 | 1:3 | 3:0 | X   | 3:0 | 3:0 | 3:1 | 3:2 | 3:0 | 3:2 | 3:0 |
| Developres Bella Dolina Rzeszów | 3:1 | -   | 0:3 | 3:1 | 3:1 | 3:0 | 3:2 | 3:0 | 3:0 | 3:0 | 3:0 | 3:0 |
| ŁKS Commercecon Łódź            | 2:3 | 3:2 | -   | 3:0 | 3:0 | 3:0 | 3:0 | 3:2 | 3:1 | 3:0 | 3:0 | 3:2 |
| Grot Budowlani Łódź             | 0:3 | 1:3 | 1:3 | -   | 3:0 | 0:3 | 3:1 | 1:3 | 2:3 | 3:1 | 0:3 | 3:2 |
| IŁ Capital Legionovia Legionowo | 0:3 | X   | X   | X   | -   | 0:3 | 0:3 | X   | 1:3 | 0:3 | X   | X   |
| Moya Radomka Lotnisko Radom     | 1:3 | 1:3 | 0:3 | 1:3 | X   | -   | 1:3 | 0:3 | 3:0 | 1:3 | 3:1 | 2:3 |
| UNI Opole                       | 3:1 | 0:3 | 0:3 | 2:3 | X   | 3:1 | -   | 1:3 | 1:3 | 2:3 | 1:3 | 3:0 |
| BKS Bostik Bielsko-Biała        | 3:2 | 0:3 | 0:3 | 3:0 | 3:1 | 3:0 | 2:3 | -   | 3:1 | 1:3 | 3:1 | 3:1 |
| Volleyball Wrocław              | 0:3 | 0:3 | 0:3 | 1:3 | X   | 3:2 | 3:1 | 2:3 | -   | 0:3 | 3:0 | 3:0 |
| Energa MKS Kalisz               | 0:3 | 1:3 | 0:3 | 0:3 | X   | 3:0 | 3:1 | 3:2 | 3:0 | -   | 3:1 | 2:3 |
| OnlyBio Pałac Bydgoszcz         | 0:3 | 0:3 | 0:3 | 1:3 | 3:0 | 3:1 | 3:0 | 0:3 | 2:3 | 0:3 | -   | 3:1 |
| Roleski Grupa Azoty PWSZ Tarnów | 0:3 | 0:3 | 1:3 | 1:3 | 3:0 | 2:3 | 3:0 | 1:3 | 0:3 | 1:3 | 3:2 | -   |

Źródło: [ ] (pol.)
1 Drużyna gospodarzy jest wymieniona po lewej stronie tabeli.
Kolory:
  zwycięstwo gospodarzy 3:0 lub 3:1
  zwycięstwo gospodarzy 3:2
  zwycięstwo gości 3:0 lub 3:1
  zwycięstwo gości 3:2

#### Terminarz i wyniki
| Data        | Godz. | Gospodarz                       | Rezultat                                | Gość                            | Widzów         | MVP                            |
| ----------- | ----- | ------------------------------- | --------------------------------------- | ------------------------------- | -------------- | ------------------------------ |
| 1. KOLEJKA  |       |                                 |                                         |                                 |                |                                |
| 27.10.2022  | 17:30 | IŁ Capital Legionovia Legionowo | 0:3 (18:25, 16:25, 8:25)                | Grupa Azoty Chemik Police       | 300            | Martyna Łukasik                |
| 28.10.2022  | 19:00 | UNI Opole                       | 0:3 (15:25, 20:25, 21:25)               | ŁKS Commercecon Łódź            | 1352           | Valentina Diouf                |
| 29.10.2022  | 19:00 | OnlyBio Pałac Bydgoszcz         | 3:1 (20:25, 25:12, 25:12, 25:23)        | Roleski Grupa Azoty PWSZ Tarnów | 960            | Monika Gałkowska               |
| 30.10.2022  | 19:00 | Energa MKS Kalisz               | 3:2 (26:24, 25:21, 18:25, 30:32, 15:9)  | BKS Bostik Bielsko-Biała        | 2850           | Karolina Drużkowska            |
| 31.10.2022  | 17:30 | Volleyball Wrocław              | 0:3 (21:25, 18:25, 21:25)               | Developres Bella Dolina Rzeszów | 949            | Aleksandra Szczygłowska        |
| 31.10.2022  | 20:30 | Grot Budowlani Łódź             | 0:3 (19:25, 22:25, 18:25)               | E.Leclerc Moya Radomka Radom    | 725            | Małgorzata Jasek               |
| 2. KOLEJKA  |       |                                 |                                         |                                 |                |                                |
| 03.11.2022  | 21:00 | ŁKS Commercecon Łódź            | 3:0 (25:21, 25:15, 26:24)               | IŁ Capital Legionovia Legionowo | 1130           | Valentina Diouf                |
| 04.11.2022  | 17:30 | E.Leclerc Moya Radomka Radom    | 1:3 (25:20, 22:25, 19:25, 23:25)        | UNI Opole                       | 2000           | Kinga Stronias                 |
| 04.11.2022  | 19:00 | Energa MKS Kalisz               | 2:3 (21:25, 19:25, 25:18, 25:16, 11:15) | Roleski Grupa Azoty PWSZ Tarnów | 2100           | Klaudia Świstek                |
| 05.11.2022  | 17:30 | Grupa Azoty Chemik Police       | 3:2 (22:25, 25:10, 15:25, 25:10, 15:12) | Volleyball Wrocław              | 1439           | Iga Wasilewska                 |
| 05.11.2022  | 19:00 | BKS Bostik Bielsko-Biała        | 3:0 (26:24, 25:17, 25:15)               | Grot Budowlani Łódź             | 950            | Paulina Damaske                |
| 06.11.2022  | 19:00 | OnlyBio Pałac Bydgoszcz         | 0:3 (23:25, 19:25, 27:29)               | Developres Bella Dolina Rzeszów | 920            | Gabriela Orvošová              |
| 3. KOLEJKA  |       |                                 |                                         |                                 |                |                                |
| 11.11.2022  | 19:00 | Grot Budowlani Łódź             | 3:0 (25:14, 25:18, 25:16)               | IŁ Capital Legionovia Legionowo | 1315           | Melis Durul                    |
| 11.11.2022  | 20:30 | Energa MKS Kalisz               | 0:3 (23:25, 12:25, 17:25)               | ŁKS Commercecon Łódź            | 2885           | Zuzanna Górecka                |
| 12.11.2022  | 19:00 | Volleyball Wrocław              | 2:3 (23:25, 25:17, 25:22, 20:25, 6:15)  | BKS Bostik Bielsko-Biała        | 987            | Paulina Damaske                |
| 12.11.2022  | 20:30 | OnlyBio Pałac Bydgoszcz         | 3:1 (25:19, 14:25, 25:18, 25:14)        | Moya Radomka Lotnisko Radom     | 710            | Monika Gałkowska               |
| 14.11.2022  | 17:30 | Developres Bella Dolina Rzeszów | 3:0 (25:12, 25:22, 25:22)               | Roleski Grupa Azoty PWSZ Tarnów | 1821           | Aleksandra Szczygłowska        |
| 29.11.2022  | 18:00 | UNI Opole                       | 3:1 (17:25, 28:26, 25:23, 25:14)        | Grupa Azoty Chemik Police       | 823            | Anastasija Krajduba            |
| 4. KOLEJKA  |       |                                 |                                         |                                 |                |                                |
| 17.11.2022  | 17:30 | UNI Opole                       | 2:3 (22:25, 16:25, 25:20, 25:23, 12:15) | Grot Budowlani Łódź             | 875            | Justyna Łysiak                 |
| 17.11.2022  | 19:00 | Grupa Azoty Chemik Police       | 3:0 (25:18, 25:16, 25:19)               | Roleski Grupa Azoty PWSZ Tarnów | 1047           | Martyna Czyrniańska            |
| 18.11.2022  | 19:00 | Moya Radomka Lotnisko Radom     | 3:0 (25:17, 25:19, 25:18)               | Volleyball Wrocław              | 2150           | Madison Bugg                   |
| 21.11.2022  | 17:30 | ŁKS Commercecon Łódź            | 3:0 (25:14, 25:13, 25:20)               | OnlyBio Pałac Bydgoszcz         | 1150           | Aleksandra Gryka               |
| 21.11.2022  | 20:30 | IŁ Capital Legionovia Legionowo | 0:3 (18:25, 19:25, 16:25)               | Energa MKS Kalisz               | 380            | Aleksandra Rasińska            |
| 22.11.2022  | 19:00 | BKS Bostik Bielsko-Biała        | 0:3 (20:25, 11:25, 20:25)               | Developres Bella Dolina Rzeszów | 650            | Gabriela Orvošová              |
| 5. KOLEJKA  |       |                                 |                                         |                                 |                |                                |
| 25.11.2022  | 17:30 | Grot Budowlani Łódź             | 0:3 (17:25, 22:25, 17:25)               | Grupa Azoty Chemik Police       | 1150           | Maria Stenzel                  |
| 25.11.2022  | 19:00 | Energa MKS Kalisz               | 3:1 (23:25, 25:23, 25:12, 25:20)        | UNI Opole                       | 2000           | Alicja Grabka                  |
| 26.11.2022  | 19:00 | Roleski Grupa Azoty PWSZ Tarnów | 1:3 (19:25, 25:15, 18:25, 19:25)        | BKS Bostik Bielsko-Biała        | 1400           | Julia Nowicka                  |
| 27.11.2022  | 19:00 | OnlyBio Pałac Bydgoszcz         | 3:0 (25:12, 25:20, 25:23)               | IŁ Capital Legionovia Legionowo | 680            | Monika Gałkowska               |
| 28.11.2022  | 19:00 | Developres Bella Dolina Rzeszów | 3:0 (25:21, 25:15, 25:14)               | Moya Radomka Lotnisko Radom     | 1630           | Magdalena Jurczyk              |
| 28.11.2022  | 20:30 | Volleyball Wrocław              | 0:3 (24:26, 18:25, 19:25)               | ŁKS Commercecon Łódź            | 520            | Valentina Diouf                |
| 6. KOLEJKA  |       |                                 |                                         |                                 |                |                                |
| 02.12.2022  | 17:30 | ŁKS Commercecon Łódź            | 3:2 (24:26, 25:13, 25:21, 22:25, 15:11) | Developres Bella Dolina Rzeszów | 1500           | Zuzanna Górecka                |
| 03.12.2022  | 16:00 | Grupa Azoty Chemik Police       | 3:1 (25:20, 20:25, 25:18, 25:20)        | BKS Bostik Bielsko-Biała        | 1712           | Maria Stenzel                  |
| 03.12.2022  | 19:00 | Grot Budowlani Łódź             | 3:1 (25:18, 25:23, 22:25, 30:28)        | Energa MKS Kalisz               | 450            | Melis Durul                    |
| 04.12.2022  | 19:00 | Moya Radomka Lotnisko Radom     | 2:3 (25:22, 25:21, 29:31, 23:25, 13:15) | Roleski Grupa Azoty PWSZ Tarnów | 2100           | Katarzyna Marcyniuk            |
| 04.12.2022  | 20:30 | IŁ Capital Legionovia Legionowo | 1:3 (25:20, 22:25, 19:25, 24:26)        | Volleyball Wrocław              | 130            | Melissa Evans                  |
| 05.12.2022  | 20:30 | UNI Opole                       | 1:3 (25:19, 23:25, 19:25, 16:25)        | OnlyBio Pałac Bydgoszcz         | 780            | Kinga Różyńska                 |
| 7. KOLEJKA  |       |                                 |                                         |                                 |                |                                |
| 08.12.2022  | 21:00 | Volleyball Wrocław              | 3:1 (25:20, 20:25, 25:18, 25:23)        | UNI Opole                       | 350            | Regiane Bidias                 |
| 09.12.2022  | 17:30 | OnlyBio Pałac Bydgoszcz         | 1:3 (17:25, 25:21, 16:25, 20:25)        | Grot Budowlani Łódź             | 750            | Monika Fedusio                 |
| 09.12.2022  | 20:30 | BKS Bostik Bielsko-Biała        | 3:0 (26:24, 25:21, 28:26)               | Moya Radomka Lotnisko Radom     | 640            | Julia Nowicka                  |
| 10.12.2022  | 19:00 | Energa MKS Kalisz               | 0:3 (19:25, 19:25, 25:27)               | Grupa Azoty Chemik Police       | 2005           | Jovana Brakočević-Canzian      |
| 11.12.2022  | 16:00 | Roleski Grupa Azoty PWSZ Tarnów | 1:3 (25:23, 15:25, 15:25, 22:25)        | ŁKS Commercecon Łódź            | 1034           | Klaudia Alagierska-Szczepaniak |
| 11.12.2022  | 19:00 | Developres Bella Dolina Rzeszów | 3:1 (25:14, 19:25, 25:13, 25:15)        | IŁ Capital Legionovia Legionowo | 1214           | Izabella Rapacz                |
| 8. KOLEJKA  |       |                                 |                                         |                                 |                |                                |
| 16.12.2022  | 17:00 | UNI Opole                       | 0:3 (16:25, 20:25, 23:25)               | Developres Bella Dolina Rzeszów | 679            | Gabriela Orvošová              |
| 16.12.2022  | 19:00 | BKS Bostik Bielsko-Biała        | 0:3 (21:25, 21:25, 12:25)               | ŁKS Commercecon Łódź            | 600            | Lana Ščuka                     |
| 17.12.2022  | 19:00 | Grot Budowlani Łódź             | 2:3 (19:25, 20:25, 25:16, 25:15, 13:15) | Volleyball Wrocław              | 500            | Magdalena Saad                 |
| 18.12.2022  | 17:30 | Grupa Azoty Chemik Police       | 3:0 (25:14, 25:16, 25:23)               | Moya Radomka Lotnisko Radom     | 642            | Lenka Ovečková                 |
| 19.12.2022  | 17:30 | Roleski Grupa Azoty PWSZ Tarnów | 3:0 (25:20, 25:15, 25:15)               | IŁ Capital Legionovia Legionowo | 738            | Wiktoria Kowalska              |
| 19.12.2022  | 20:30 | Energa MKS Kalisz               | 3:1 (25:13, 25:23, 21:25, 25:20)        | OnlyBio Pałac Bydgoszcz         | 1350           | Karolina Drużkowska            |
| 9. KOLEJKA  |       |                                 |                                         |                                 |                |                                |
| 23.12.2022  | 19:00 | Volleyball Wrocław              | 0:3 (21:25, 16:25, 17:25)               | Energa MKS Kalisz               | 430            | Karolina Drużkowska            |
| 27.12.2022  | 17:30 | BKS Bostik Bielsko-Biała        | 3:1 (21:25, 25:14, 25:16, 25:11)        | IŁ Capital Legionovia Legionowo | 850            | Dominika Pierzchała            |
| 29.12.2022  | 18:30 | Developres Bella Dolina Rzeszów | 3:1 (19:25, 25:10, 26:24, 25:16)        | Grot Budowlani Łódź             | 2814           | Jelena Blagojević              |
| 29.12.2022  | 19:00 | Roleski Grupa Azoty PWSZ Tarnów | 3:0 (25:22, 25:19, 25:18)               | UNI Opole                       | 1027           | Gabriela Ponikowska            |
| 29.12.2022  | 21:00 | OnlyBio Pałac Bydgoszcz         | 0:3 (9:25, 23:25, 22:25)                | Grupa Azoty Chemik Police       | 550            | Maria Stenzel                  |
| 30.12.2022  | 19:00 | Moya Radomka Lotnisko Radom     | 0:3 (14:25, 19:25, 12:25)               | ŁKS Commercecon Łódź            | 2160           | Roberta Ratzke                 |
| 10. KOLEJKA |       |                                 |                                         |                                 |                |                                |
| 05.01.2023  | 17:30 | UNI Opole                       | 1:3 (20:25, 14:25, 25:17, 24:26)        | BKS Bostik Bielsko-Biała        | 740            | Dominika Pierzchała            |
| 06.01.2023  | 19:00 | Energa MKS Kalisz               | 1:3 (18:25, 19:25, 25:19, 18:25)        | Developres Bella Dolina Rzeszów | 2800           | Katarzyna Wenerska             |
| 07.01.2023  | 19:00 | OnlyBio Pałac Bydgoszcz         | 2:3 (17:25, 25:20, 25:20, 16:25, 12:15) | Volleyball Wrocław              | 870            | Joanna Pacak                   |
| 08.01.2023  | 14:45 | Grupa Azoty Chemik Police       | 1:3 (26:24, 27:29, 22:25, 20:25)        | ŁKS Commercecon Łódź            | 1615           | Klaudia Alagierska-Szczepaniak |
| 08.01.2023  | 19:00 | IŁ Capital Legionovia Legionowo | 0:3 (14:25, 14:25, 21:25)               | Moya Radomka Lotnisko Radom     | 300            | Martyna Świrad                 |
| 09.01.2023  | 20:30 | Grot Budowlani Łódź             | 3:2 (25:20, 25:15, 23:25, 22:25, 15:7)  | Roleski Grupa Azoty PWSZ Tarnów | 672            | Melis Durul                    |
| 11. KOLEJKA |       |                                 |                                         |                                 |                |                                |
| 12.01.2023  | 17:30 | Moya Radomka Lotnisko Radom     | 1:3 (25:19, 26:28, 15:25, 23:25)        | Energa MKS Kalisz               | 1835           | Alicja Grabka                  |
| 13.01.2023  | 17:30 | OnlyBio Pałac Bydgoszcz         | 0:3 (18:25, 17:25, 14:25)               | BKS Bostik Bielsko-Biała        | 810            | Paulina Majkowska              |
| 13.01.2023  | 19:00 | Roleski Grupa Azoty PWSZ Tarnów | 0:3 (19:25, 20:25, 20:25)               | Volleyball Wrocław              | 1186           | Julia Szczurowska              |
| 14.01.2023  | 17:30 | Developres Bella Dolina Rzeszów | 3:1 (25:12, 25:27, 25:20, 25:10)        | Grupa Azoty Chemik Police       | 3782           | Ann Kalandadze                 |
| 14.01.2023  | 19:00 | IŁ Capital Legionovia Legionowo | 0:3 (18:25, 20:25, 15:25)               | UNI Opole                       | 299            | Pola Janicka                   |
| 15.01.2023  | 19:00 | ŁKS Commercecon Łódź            | 3:0 (26:24, 25:22, 25:17)               | Grot Budowlani Łódź             | 3000           | Julita Piasecka                |
| 12. KOLEJKA |       |                                 |                                         |                                 |                |                                |
| 21.01.2023  | 20:30 | BKS Bostik Bielsko-Biała        | 1:3 (22:25, 25:23, 20:25, 21:25)        | Energa MKS Kalisz               | 740            | Aleksandra Rasińska            |
| 22.01.2023  | 16:00 | ŁKS Commercecon Łódź            | 3:0 (25:19, 25:17, 25:18)               | UNI Opole                       | 1230           | Roberta Ratzke                 |
| 22.01.2023  | 19:00 | Developres Bella Dolina Rzeszów | 3:0 (25:23, 25:16, 25:13)               | Volleyball Wrocław              | 2081           | Weronika Centka                |
| 23.01.2023  | 17:30 | Roleski Grupa Azoty PWSZ Tarnów | 3:2 (21:25, 24:26, 25:22, 25:22, 15:10) | OnlyBio Pałac Bydgoszcz         | 966            | Katarzyna Marcyniuk            |
| 23.01.2023  | 20:30 | Moya Radomka Lotnisko Radom     | 1:3 (17:25, 26:24, 18:25, 16:25)        | Grot Budowlani Łódź             | 2075           | Melis Durul                    |
| brak        | brak  | Grupa Azoty Chemik Police       | brak ()                                 | IŁ Capital Legionovia Legionowo | brak           |                                |
| 13. KOLEJKA |       |                                 |                                         |                                 |                |                                |
| 26.01.2023  | 17:30 | UNI Opole                       | 3:1 (25:21, 25:16, 22:25, 25:18)        | Moya Radomka Lotnisko Radom     | 526            | Anastasija Krajduba            |
| 26.01.2023  | 19:00 | Developres Bella Dolina Rzeszów | 3:0 (25:17, 25:16, 25:14)               | OnlyBio Pałac Bydgoszcz         | 2010           | Katarzyna Wenerska             |
| 27.01.2023  | 19:00 | Volleyball Wrocław              | 0:3 (27:29, 15:25, 21:25)               | Grupa Azoty Chemik Police       | 1050           | Martyna Łukasik                |
| 27.01.2023  | 20:30 | Roleski Grupa Azoty PWSZ Tarnów | 1:3 (23:25, 25:16, 25:27, 19:25)        | Energa MKS Kalisz               | 1134           | Karolina Drużkowska            |
| 29.01.2023  | 19:00 | Grot Budowlani Łódź             | 1:3 (17:25, 18:25, 25:14, 20:25)        | BKS Bostik Bielsko-Biała        | 1375           | Dominika Pierzchała            |
| brak        | brak  | IŁ Capital Legionovia Legionowo | brak ()                                 | ŁKS Commercecon Łódź            | brak           |                                |
| 14. KOLEJKA |       |                                 |                                         |                                 |                |                                |
| 02.02.2023  | 17:30 | BKS Bostik Bielsko-Biała        | 3:1 (22:25, 25:15, 25:23, 25:23)        | Volleyball Wrocław              | 640            | Martyna Borowczak              |
| 03.02.2023  | 20:30 | Roleski Grupa Azoty PWSZ Tarnów | 0:3 (20:25, 17:25, 14:25)               | Developres Bella Dolina Rzeszów | 1368           | Aleksandra Szczygłowska        |
| 04.02.2023  | 19:00 | Grupa Azoty Chemik Police       | 3:0 (25:22, 25:22, 25:19)               | UNI Opole                       | 1540           | Jovana Brakočević-Canzian      |
| 05.02.2023  | 19:00 | ŁKS Commercecon Łódź            | 3:0 (25:11, 25:20, 25:23)               | Energa MKS Kalisz               | 1500           | Julita Piasecka                |
| 06.02.2023  | 17:30 | Moya Radomka Lotnisko Radom     | 3:1 (25:10, 27:29, 25:22, 25:17)        | OnlyBio Pałac Bydgoszcz         | 1930           | Justyna Łukasik                |
| brak        | brak  | IŁ Capital Legionovia Legionowo | brak ()                                 | Grot Budowlani Łódź             | brak           |                                |
| 15. KOLEJKA |       |                                 |                                         |                                 |                |                                |
| 10.02.2023  | 17:30 | Grot Budowlani Łódź             | 3:1 (25:12, 25:23, 20:25, 25:19)        | UNI Opole                       | 865            | Melis Durul                    |
| 12.02.2023  | 16:00 | Roleski Grupa Azoty PWSZ Tarnów | 0:3 (16:25, 23:25, 17:25)               | Grupa Azoty Chemik Police       | 1647           | Iga Wasilewska                 |
| 12.02.2023  | 19:00 | Developres Bella Dolina Rzeszów | 3:0 (25:18, 25:21, 25:16)               | BKS Bostik Bielsko-Biała        | 1910           | Ann Kalandadze                 |
| 13.02.2023  | 17:30 | Volleyball Wrocław              | 3:2 (21:25, 23:25, 25:19, 25:12, 15:11) | Moya Radomka Lotnisko Radom     | 1100           | Julia Szczurowska              |
| 13.02.2023  | 20:30 | OnlyBio Pałac Bydgoszcz         | 0:3 (18:25, 23:25, 20:25)               | ŁKS Commercecon Łódź            | Roberta Ratzke |                                |
| brak        | brak  | Energa MKS Kalisz               | brak ()                                 | IŁ Capital Legionovia Legionowo | brak           |                                |
| 16. KOLEJKA |       |                                 |                                         |                                 |                |                                |
| 16.02.2023  | 17:30 | Grupa Azoty Chemik Police       | 3:0 (25:22, 25:21, 25:15)               | Grot Budowlani Łódź             | 1189           | Marlena Kowalewska             |
| 17.02.2023  | 17:30 | Moya Radomka Lotnisko Radom     | 1:3 (15:25, 25:20, 28:30, 19:25)        | Developres Bella Dolina Rzeszów | 2045           | Weronika Szlagowska            |
| 19.02.2023  | 16:00 | ŁKS Commercecon Łódź            | 3:1 (25:23, 29:27, 15:25, 25:21)        | Volleyball Wrocław              | 1320           | Kamila Witkowska               |
| 19.02.2023  | 19:00 | BKS Bostik Bielsko-Biała        | 3:1 (25:15, 17:25, 25:22, 25:18)        | Roleski Grupa Azoty PWSZ Tarnów | 1050           | Karina Chmielewska             |
| 20.02.2023  | 17:30 | UNI Opole                       | 3:2 (23:25, 23:25, 25:18, 27:25, 11:15) | Energa MKS Kalisz               | 1119           | Aleksandra Rasińska            |
| brak        | brak  | IŁ Capital Legionovia Legionowo | brak ()                                 | OnlyBio Pałac Bydgoszcz         | brak           |                                |
| 17. KOLEJKA |       |                                 |                                         |                                 |                |                                |
| 24.02.2023  | 19:00 | Roleski Grupa Azoty PWSZ Tarnów | 2:3 (25:14, 22:25, 13:25, 25:15, 12:15) | Moya Radomka Lotnisko Radom     | 988            | Małgorzata Jasek               |
| 25.02.2023  | 20:30 | OnlyBio Pałac Bydgoszcz         | 3:0 (25:21, 25:15, 25:14)               | UNI Opole                       | 630            | Kinga Różyńska                 |
| 26.02.2023  | 18:00 | BKS Bostik Bielsko-Biała        | 3:2 (25:23, 20:25, 20:25, 25:19, 19:17) | Grupa Azoty Chemik Police       | 1200           | Majka Szczepańska-Pogoda       |
| 26.02.2023  | 19:00 | Energa MKS Kalisz               | 0:3 (21:25, 24:26, 11:25)               | Grot Budowlani Łódź             | 2800           | Melis Durul                    |
| 26.02.2023  | 20:30 | Developres Bella Dolina Rzeszów | 0:3 (19:25, 20:25, 25:27)               | ŁKS Commercecon Łódź            | 3890           | Kamila Witkowska               |
| brak        | brak  | Volleyball Wrocław              | brak ()                                 | IŁ Capital Legionovia Legionowo | brak           |                                |
| 18. KOLEJKA |       |                                 |                                         |                                 |                |                                |
| 03.03.2023  | 20:30 | UNI Opole                       | 1:3 (25:22, 16:25, 13:25, 23:25)        | Volleyball Wrocław              | 982            | Dominika Witowska              |
| 04.03.2023  | 19:00 | Grupa Azoty Chemik Police       | 3:0 (25:19, 25:21, 25:21)               | Energa MKS Kalisz               | 1492           | Jovana Brakočević-Canzian      |
| 05.03.2023  | 20:30 | Grot Budowlani Łódź             | 0:3 (22:25, 22:25, 19:25)               | OnlyBio Pałac Bydgoszcz         | 510            | Pola Nowakowska                |
| 06.03.2023  | 17:30 | Moya Radomka Lotnisko Radom     | 0:3 (24:26, 22:25, 23:25)               | BKS Bostik Bielsko-Biała        | 1985           | Martyna Borowczak              |
| 06.03.2023  | 19:00 | ŁKS Commercecon Łódź            | 3:2 (24:26, 25:18, 25:14, 22:25, 15:11) | Roleski Grupa Azoty PWSZ Tarnów | 830            | Kinga Drabek                   |
| brak        | brak  | IŁ Capital Legionovia Legionowo | brak ()                                 | Developres Bella Dolina Rzeszów | brak           |                                |
| 19. KOLEJKA |       |                                 |                                         |                                 |                |                                |
| 08.03.2023  | 20:30 | Volleyball Wrocław              | 1:3 (23:25, 26:24, 15:25, 23:25)        | Grot Budowlani Łódź             | 650            | Monika Fedusio                 |
| 10.03.2023  | 17:00 | Developres Bella Dolina Rzeszów | 3:2 (17:25, 25:14, 22:25, 25:17, 15:11) | UNI Opole                       | 1250           | Ann Kalandadze                 |
| 10.03.2023  | 17:30 | Moya Radomka Lotnisko Radom     | 1:3 (21:25, 12:25, 25:21, 12:25)        | Grupa Azoty Chemik Police       | 1870           | Fabíola                        |
| 10.03.2023  | 19:00 | ŁKS Commercecon Łódź            | 3:2 (23:25, 25:17, 25:15, 23:25, 17:15) | BKS Bostik Bielsko-Biała        | 1425           | Valentina Diouf                |
| 12.03.2023  | 20:30 | OnlyBio Pałac Bydgoszcz         | 0:3 (19:25, 23:25, 9:25)                | Energa MKS Kalisz               | 540            | Alicja Grabka                  |
| brak        | brak  | IŁ Capital Legionovia Legionowo | brak ()                                 | Roleski Grupa Azoty PWSZ Tarnów | brak           |                                |
| 20. KOLEJKA |       |                                 |                                         |                                 |                |                                |
| 17.03.2023  | 20:30 | Energa MKS Kalisz               | 3:0 (25:19, 25:14, 25:20)               | Volleyball Wrocław              | 1600           | Izabela Lemańczyk              |
| 18.03.2023  | 17:30 | Grot Budowlani Łódź             | 1:3 (18:25, 19:25, 25:15, 18:25)        | Developres Bella Dolina Rzeszów | 1010           | Ann Kalandadze                 |
| 18.03.2023  | 19:00 | UNI Opole                       | 3:0 (25:22, 25:15, 25:22)               | Roleski Grupa Azoty PWSZ Tarnów | 895            | Vivian Pellegrino              |
| 19.03.2023  | 14:45 | ŁKS Commercecon Łódź            | 3:0 (25:19, 25:17, 25:15)               | Moya Radomka Lotnisko Radom     | 1040           | Lana Ščuka                     |
| 21.03.2023  | 19:00 | Grupa Azoty Chemik Police       | 3:2 (14:25, 25:19, 27:29, 25:19, 15:13) | OnlyBio Pałac Bydgoszcz         | 1215           | Martyna Czyrniańska            |
| brak        | brak  | IŁ Capital Legionovia Legionowo | brak ()                                 | BKS Bostik Bielsko-Biała        | brak           |                                |
| 21. KOLEJKA |       |                                 |                                         |                                 |                |                                |
| 22.03.2023  | 19:00 | BKS Bostik Bielsko-Biała        | 2:3 (21:25, 25:22, 25:22, 21:25, 11:15) | UNI Opole                       | 730            | Anastasija Krajduba            |
| 24.03.2023  | 17:30 | Roleski Grupa Azoty PWSZ Tarnów | 1:3 (12:25, 22:25, 25:23, 20:25)        | Grot Budowlani Łódź             | 200            | Melis Durul                    |
| 25.03.2023  | 16:00 | Developres Bella Dolina Rzeszów | 3:0 (25:23, 25:22, 25:17)               | Energa MKS Kalisz               | 2120           | Weronika Szlagowska            |
| 25.03.2023  | 19:00 | ŁKS Commercecon Łódź            | 2:3 (17:25, 20:25, 26:24, 25:20, 13:15) | Grupa Azoty Chemik Police       | 2550           | Jovana Brakočević-Canzian      |
| 27.03.2023  | 17:30 | Volleyball Wrocław              | 3:0 (25:21, 25:20, 25:22)               | OnlyBio Pałac Bydgoszcz         | 700            | Julia Szczurowska              |
| brak        | brak  | Moya Radomka Lotnisko Radom     | brak ()                                 | IŁ Capital Legionovia Legionowo | brak           |                                |
| 22. KOLEJKA |       |                                 |                                         |                                 |                |                                |
| 28.03.2023  | 17:30 | Grot Budowlani Łódź             | 1:3 (24:26, 18:25, 25:20, 14:25)        | ŁKS Commercecon Łódź            | 2568           | Zuzanna Górecka                |
| 28.03.2023  | 20:30 | Energa MKS Kalisz               | 3:0 (25:22, 25:21, 25:20)               | Moya Radomka Lotnisko Radom     | 1428           | Zuzanna Efimienko-Młotkowska   |
| 29.03.2023  | 19:00 | Grupa Azoty Chemik Police       | 0:3 (22:25, 20:25, 24:26)               | Developres Bella Dolina Rzeszów | 1572           | Katarzyna Wenerska             |
| 30.03.2023  | 17:30 | BKS Bostik Bielsko-Biała        | 3:1 (25:14, 23:25, 25:16, 25:20)        | OnlyBio Pałac Bydgoszcz         | 620            | Paulina Damaske                |
| 30.03.2023  | 19:00 | Volleyball Wrocław              | 3:0 (25:14, 25:14, 25:16)               | Roleski Grupa Azoty PWSZ Tarnów | 600            | Julia Szczurowska              |
| brak        | brak  | UNI Opole                       | brak ()                                 | IŁ Capital Legionovia Legionowo | brak           |                                |

#### Tabela
| Lp. | Drużyna                         | Pkt | Mecze | Mecze | Mecze | Rodzaj wyniku | Rodzaj wyniku | Rodzaj wyniku | Rodzaj wyniku | Rodzaj wyniku | Rodzaj wyniku | Sety | Sety | Sety  | Małe punkty | Małe punkty | Małe punkty |
| Lp. | Drużyna                         | Pkt | M     | W     | P     | 3:0           | 3:1           | 3:2           | 2:3           | 1:3           | 0:3           | wyg. | prz. | stos. | zdob.       | str.        | stos.       |
| --- | ------------------------------- | --- | ----- | ----- | ----- | ------------- | ------------- | ------------- | ------------- | ------------- | ------------- | ---- | ---- | ----- | ----------- | ----------- | ----------- |
| 1   | ŁKS Commercecon Łódź            | 55  | 20    | 19    | 1     | 12            | 4             | 3             | 1             | 0             | 0             | 59   | 13   | 4.54  | 1731        | 1407        | 1.23        |
| 2   | Developres Bella Dolina Rzeszów | 54  | 20    | 18    | 2     | 12            | 5             | 1             | 1             | 0             | 1             | 56   | 13   | 4.31  | 1648        | 1349        | 1.22        |
| 3   | Grupa Azoty Chemik Police       | 43  | 20    | 15    | 5     | 10            | 2             | 3             | 1             | 3             | 1             | 50   | 23   | 2.17  | 1691        | 1504        | 1.12        |
| 4   | BKS Bostik Bielsko-Biała        | 37  | 20    | 12    | 8     | 4             | 6             | 2             | 3             | 2             | 3             | 44   | 34   | 1.29  | 1720        | 1692        | 1.02        |
| 5   | Energa MKS Kalisz               | 32  | 20    | 11    | 9     | 4             | 5             | 2             | 1             | 2             | 6             | 37   | 36   | 1.03  | 1627        | 1619        | 1           |
| 6   | Grot Budowlani Łódź             | 26  | 20    | 9     | 11    | 1             | 6             | 2             | 1             | 4             | 6             | 33   | 43   | 0.77  | 1656        | 1660        | 1           |
| 7   | Volleyball Wrocław              | 23  | 20    | 8     | 12    | 3             | 2             | 3             | 2             | 3             | 7             | 31   | 44   | 0.7   | 1574        | 1644        | 0.96        |
| 8   | OnlyBio Pałac Bydgoszcz         | 18  | 20    | 5     | 15    | 2             | 3             | 0             | 3             | 4             | 8             | 25   | 48   | 0.52  | 1486        | 1661        | 0.89        |
| 9   | UNI Opole                       | 17  | 20    | 5     | 15    | 1             | 3             | 1             | 3             | 6             | 6             | 27   | 50   | 0.54  | 1601        | 1761        | 0.91        |
| 10  | Moya Radomka Lotnisko Radom     | 13  | 20    | 4     | 16    | 2             | 1             | 1             | 2             | 7             | 7             | 23   | 51   | 0.45  | 1523        | 1714        | 0.89        |
| 11  | Roleski Grupa Azoty PWSZ Tarnów | 12  | 20    | 4     | 16    | 1             | 0             | 3             | 3             | 6             | 7             | 24   | 54   | 0.44  | 1540        | 1786        | 0.86        |
| 12  | IŁ Capital Legionovia Legionowo | 0   | 0     | 0     | 0     | 0             | 0             | 0             | 0             | 0             | 0             | 0    | 0    | MAX   | 0           | 0           | MAX         |

Źródło: tauronliga.pl (pol.)
Punktacja: 3:0 i 3:1 – 3 pkt; 3:2 – 2 pkt; 2:3 – 1 pkt; 1:3 i 0:3 – 0 pkt
Zasady ustalania kolejności: 1. liczba punktów; 2. stosunek setów; 3. stosunek małych punktów; 4. bilans w bezpośrednich meczach
     faza play-off
     mecze o miejsca 9-10
     spadek do 1. ligi
- Punkty zdobyte przez drużyny w meczach z IŁ Capital Legionovia Legionowo zostały anulowane[8]

## Faza play-off

### Ćwierćfinały
(do 2 zwycięstw)
| Data                                | Godz.                               | Gospodarz                           | Rezultat                                | Gość                            | Widzów                      | MVP                         |
| ----------------------------------- | ----------------------------------- | ----------------------------------- | --------------------------------------- | ------------------------------- | --------------------------- | --------------------------- |
| ŁKS Commercecon Łódź (1)            | ŁKS Commercecon Łódź (1)            | ŁKS Commercecon Łódź (1)            | 2 – 0                                   | (8) OnlyBio Pałac Bydgoszcz     | (8) OnlyBio Pałac Bydgoszcz | (8) OnlyBio Pałac Bydgoszcz |
| 05.04.2023                          | 20:30                               | ŁKS Commercecon Łódź                | 3:0 (25:11, 25:19, 25:18)               | OnlyBio Pałac Bydgoszcz         | 1100                        | Valentina Diouf             |
| 11.04.2023                          | 17:30                               | OnlyBio Pałac Bydgoszcz             | 0:3 (23:25, 20:25, 13:25)               | ŁKS Commercecon Łódź            | 450                         | Lana Ščuka                  |
| BKS Bostik Bielsko-Biała (4)        | BKS Bostik Bielsko-Biała (4)        | BKS Bostik Bielsko-Biała (4)        | 2 – 0                                   | (5) Energa MKS Kalisz           | (5) Energa MKS Kalisz       | (5) Energa MKS Kalisz       |
| 04.04.2023                          | 17:30                               | BKS Bostik Bielsko-Biała            | 3:2 (25:19, 19:25, 25:22, 19:25, 15:13) | Energa MKS Kalisz               | 950                         | Paulina Damaske             |
| 11.04.2023                          | 19:00                               | Energa MKS Kalisz                   | 0:3 (19:25, 18:25, 21:25)               | BKS Bostik Bielsko-Biała        | 2100                        | Paulina Damaske             |
| Developres Bella Dolina Rzeszów (2) | Developres Bella Dolina Rzeszów (2) | Developres Bella Dolina Rzeszów (2) | 2 – 0                                   | (7) Volleyball Wrocław          | (7) Volleyball Wrocław      | (7) Volleyball Wrocław      |
| 04.04.2023                          | 20:30                               | Developres Bella Dolina Rzeszów     | 3:2 (18:25, 25:9, 20:25, 25:17, 15:9)   | Volleyball Wrocław              | 1410                        | Jelena Blagojević           |
| 12.04.2023                          | 17:30                               | Volleyball Wrocław                  | 0:3 (20:25, 7:25, 20:25)                | Developres Bella Dolina Rzeszów | 720                         | Ann Kalandadze              |
| Grupa Azoty Chemik Police (3)       | Grupa Azoty Chemik Police (3)       | Grupa Azoty Chemik Police (3)       | 1 – 2                                   | (6) Grot Budowlani Łódź         | (6) Grot Budowlani Łódź     | (6) Grot Budowlani Łódź     |
| 05.04.2023                          | 17:30                               | Grupa Azoty Chemik Police           | 1:3 (25:21, 25:27, 22:25, 15:25)        | Grot Budowlani Łódź             | 1231                        | Ewelina Polak               |
| 11.04.2023                          | 20:30                               | Grot Budowlani Łódź                 | 1:3 (22:25, 25:18, 15:25, 17:25)        | Grupa Azoty Chemik Police       | 1315                        | Martyna Czyrniańska         |
| 15.04.2023                          | 17:30                               | Grupa Azoty Chemik Police           | 1:3 (20:25, 25:23, 23:25, 27:29)        | Grot Budowlani Łódź             | 1765                        | Melis Durul                 |

### Półfinały
(do 2 zwycięstw)
| Data                                | Godz.                               | Gospodarz                           | Rezultat                         | Gość                            | Widzów                       | MVP                          |
| ----------------------------------- | ----------------------------------- | ----------------------------------- | -------------------------------- | ------------------------------- | ---------------------------- | ---------------------------- |
| ŁKS Commercecon Łódź (1)            | ŁKS Commercecon Łódź (1)            | ŁKS Commercecon Łódź (1)            | 2 – 0                            | (4) BKS Bostik Bielsko-Biała    | (4) BKS Bostik Bielsko-Biała | (4) BKS Bostik Bielsko-Biała |
| 22.04.2023                          | 17:30                               | ŁKS Commercecon Łódź                | 3:0 (25:20, 25:19, 25:22)        | BKS Bostik Bielsko-Biała        | 2400                         | Aleksandra Gryka             |
| 25.04.2023                          | 20:30                               | BKS Bostik Bielsko-Biała            | 0:3 (15:25, 18:25, 25:27)        | ŁKS Commercecon Łódź            | 1150                         | Valentina Diouf              |
| Developres Bella Dolina Rzeszów (2) | Developres Bella Dolina Rzeszów (2) | Developres Bella Dolina Rzeszów (2) | 2 – 0                            | (6) Grot Budowlani Łódź         | (6) Grot Budowlani Łódź      | (6) Grot Budowlani Łódź      |
| 21.04.2023                          | 17:30                               | Developres Bella Dolina Rzeszów     | 3:0 (25:21, 25:23, 25:22)        | Grot Budowlani Łódź             | 3420                         | Jelena Blagojević            |
| 25.04.2023                          | 17:30                               | Grot Budowlani Łódź                 | 1:3 (19:25, 12:25, 27:25, 23:25) | Developres Bella Dolina Rzeszów | 1430                         | Ann Kalandadze               |

### Finał
(do 3 zwycięstw)
| Data                     | Godz.                    | Gospodarz                       | Rezultat                                | Gość                                | Widzów                              | MVP                                 |
| ------------------------ | ------------------------ | ------------------------------- | --------------------------------------- | ----------------------------------- | ----------------------------------- | ----------------------------------- |
| ŁKS Commercecon Łódź (1) | ŁKS Commercecon Łódź (1) | ŁKS Commercecon Łódź (1)        | 3 – 1                                   | (2) Developres Bella Dolina Rzeszów | (2) Developres Bella Dolina Rzeszów | (2) Developres Bella Dolina Rzeszów |
| 03.05.2023               | 17:30                    | ŁKS Commercecon Łódź            | 1:3 (14:25, 25:18, 21:25, 16:25)        | Developres Bella Dolina Rzeszów     | 3000                                | Ann Kalandadze                      |
| 07.05.2023               | 14:45                    | Developres Bella Dolina Rzeszów | 2:3 (25:13, 25:18, 24:26, 23:25, 12:15) | ŁKS Commercecon Łódź                | 4204                                | Valentina Diouf                     |
| 10.05.2023               | 17:30                    | ŁKS Commercecon Łódź            | 3:1 (25:22, 28:26, 22:25, 25:13)        | Developres Bella Dolina Rzeszów     | 3000                                | Julita Piasecka                     |
| 13.05.2023               | 17:30                    | Developres Bella Dolina Rzeszów | 2:3 (25:17, 22:25, 22:25, 25:22, 13:15) | ŁKS Commercecon Łódź                | 3800                                | Valentina Diouf                     |

### Mecze o 3 miejsce
(do 3 zwycięstw)
| Data                         | Godz.                        | Gospodarz                    | Rezultat                         | Gość                     | Widzów                  | MVP                     |
| ---------------------------- | ---------------------------- | ---------------------------- | -------------------------------- | ------------------------ | ----------------------- | ----------------------- |
| BKS Bostik Bielsko-Biała (4) | BKS Bostik Bielsko-Biała (4) | BKS Bostik Bielsko-Biała (4) | 0 – 3                            | (6) Grot Budowlani Łódź  | (6) Grot Budowlani Łódź | (6) Grot Budowlani Łódź |
| 02.05.2023                   | 17:30                        | BKS Bostik Bielsko-Biała     | 1:3 (22:25, 25:17, 26:28, 20:25) | Grot Budowlani Łódź      | 1300                    | Ewelina Polak           |
| 06.05.2023                   | 20:30                        | Grot Budowlani Łódź          | 3:0 (27:25, 25:11, 25:21)        | BKS Bostik Bielsko-Biała | 1715                    | Justyna Łysiak          |
| 09.05.2023                   | 17:30                        | BKS Bostik Bielsko-Biała     | 1:3 (26:24, 22:25, 17:25, 25:27) | Grot Budowlani Łódź      | 990                     | Monika Fedusio          |

### Mecze o 5 miejsce
(do 2 zwycięstw)
| Data                          | Godz.                         | Gospodarz                     | Rezultat                  | Gość                      | Widzów                | MVP                   |
| ----------------------------- | ----------------------------- | ----------------------------- | ------------------------- | ------------------------- | --------------------- | --------------------- |
| Grupa Azoty Chemik Police (3) | Grupa Azoty Chemik Police (3) | Grupa Azoty Chemik Police (3) | 2 – 0                     | (5) Energa MKS Kalisz     | (5) Energa MKS Kalisz | (5) Energa MKS Kalisz |
| 20.04.2023                    | 20:30                         | Energa MKS Kalisz             | 0:3 (22:25, 17:25, 18:25) | Grupa Azoty Chemik Police | 1540                  | Iga Wasilewska        |
| 23.04.2023                    | 17:30                         | Grupa Azoty Chemik Police     | 3:0 (25:18, 30:28, 25:18) | Energa MKS Kalisz         | 1288                  | Iga Wasilewska        |

### Mecze o 7 miejsce
(do 2 zwycięstw)
| Data                   | Godz.                  | Gospodarz               | Rezultat                         | Gość                        | Widzów                      | MVP                         |
| ---------------------- | ---------------------- | ----------------------- | -------------------------------- | --------------------------- | --------------------------- | --------------------------- |
| Volleyball Wrocław (7) | Volleyball Wrocław (7) | Volleyball Wrocław (7)  | 2 – 0                            | (8) OnlyBio Pałac Bydgoszcz | (8) OnlyBio Pałac Bydgoszcz | (8) OnlyBio Pałac Bydgoszcz |
| 16.04.2023             | 19:00                  | OnlyBio Pałac Bydgoszcz | 0:3 (21:25, 21:25, 22:25)        | Volleyball Wrocław          | 320                         | Regiane Bidias              |
| 21.04.2023             | 20:30                  | Volleyball Wrocław      | 3:1 (19:25, 25:15, 25:19, 25:15) | OnlyBio Pałac Bydgoszcz     | 620                         | Regiane Bidias              |

### Mecze o 9 miejsce
(do 2 zwycięstw)
| Data          | Godz.         | Gospodarz                   | Rezultat                         | Gość                             | Widzów                           | MVP                              |
| ------------- | ------------- | --------------------------- | -------------------------------- | -------------------------------- | -------------------------------- | -------------------------------- |
| UNI Opole (9) | UNI Opole (9) | UNI Opole (9)               | 1 – 1                            | (10) Moya Radomka Lotnisko Radom | (10) Moya Radomka Lotnisko Radom | (10) Moya Radomka Lotnisko Radom |
| 06.04.2023    | 19:00         | Moya Radomka Lotnisko Radom | 3:1 (25:20, 19:25, 25:20, 25:23) | UNI Opole                        | 1150                             | Krystyna Strasz                  |
| 12.04.2023    | 19:00         | UNI Opole                   | 3:1 (25:15, 18:25, 25:16, 26:24) | Moya Radomka Lotnisko Radom      | 836                              | Gabriela Makarowska-Kulej        |
| —             | —             | UNI Opole                   | złoty set: 13:15                 | Moya Radomka Lotnisko Radom      | —                                | —                                |

## Klasyfikacja końcowa
| Lp. | Drużyna                         |
| --- | ------------------------------- |
| 1   | ŁKS Commercecon Łódź            |
| 2   | Developres Bella Dolina Rzeszów |
| 3   | Grot Budowlani Łódź             |
| 4   | BKS Bostik Bielsko-Biała        |
| 5   | Grupa Azoty Chemik Police       |
| 6   | Energa MKS Kalisz               |
| 7   | Volleyball Wrocław              |
| 8   | OnlyBio Pałac Bydgoszcz         |
| 9   | E.Leclerc Moya Radomka Radom    |
| 10  | UNI Opole                       |
| 11  | Roleski Grupa Azoty PWSZ Tarnów |
| 12  | IŁ Capital Legionovia Legionowo |

     Liga Mistrzyń (2023/2024)
     Puchar CEV (2023/2024)
     Puchar Challenge (2023/2024)

## Najlepsze zawodniczki meczów
| Liczba MVP | Zawodniczka                    |
| ---------- | ------------------------------ |
| 8          | Valentina Diouf                |
| 8          | Melis Durul                    |
| 7          | Ann Kalandadze                 |
| 4          | Jovana Brakočević-Canzian      |
| 4          | Paulina Damaske                |
| 4          | Karolina Drużkowska            |
| 4          | Julia Szczurowska              |
| 4          | Iga Wasilewska                 |
| 3          | Regiane Bidias                 |
| 3          | Jelena Blagojević              |
| 3          | Martyna Czyrniańska            |
| 3          | Monika Fedusio                 |
| 3          | Zuzanna Górecka                |
| 3          | Alicja Grabka                  |
| 3          | Anastasija Krajduba            |
| 3          | Gabriela Orvošová              |
| 3          | Julita Piasecka                |
| 3          | Dominika Pierzchała            |
| 3          | Aleksandra Rasińska            |
| 3          | Roberta Ratzke                 |
| 3          | Maria Stenzel                  |
| 3          | Aleksandra Szczygłowska        |
| 3          | Lana Ščuka                     |
| 3          | Katarzyna Wenerska             |
| 2          | Klaudia Alagierska-Szczepaniak |
| 2          | Martyna Borowczak              |
| 2          | Monika Gałkowska               |
| 2          | Aleksandra Gryka               |
| 2          | Małgorzata Jasek               |
| 2          | Martyna Łukasik                |
| 2          | Justyna Łysiak                 |
| 2          | Katarzyna Marcyniuk            |
| 2          | Julia Nowicka                  |
| 2          | Kinga Różyńska                 |
| 2          | Weronika Szlagowska            |
| 2          | Kamila Witkowska               |
| 1          | Madison Bugg                   |
| 1          | Weronika Centka                |
| 1          | Karina Chmielewska             |
| 1          | Kinga Drabek                   |
| 1          | Zuzanna Efimienko-Młotkowska   |
| 1          | Melissa Evans                  |
| 1          | Fabíola                        |
| 1          | Pola Janicka                   |
| 1          | Magdalena Jurczyk              |
| 1          | Marlena Kowalewska             |
| 1          | Wiktoria Kowalska              |
| 1          | Izabela Lemańczyk              |
| 1          | Justyna Łukasik                |
| 1          | Paulina Majkowska              |
| 1          | Gabriela Makarowska-Kulej      |
| 1          | Lenka Ovečková                 |
| 1          | Joanna Pacak                   |
| 1          | Vivian Pellegrino              |
| 1          | Ewelina Polak                  |
| 1          | Gabriela Ponikowska            |
| 1          | Izabella Rapacz                |
| 1          | Magdalena Saad                 |
| 1          | Krystyna Strasz                |
| 1          | Kinga Stronias                 |
| 1          | Majka Szczepańska-Pogoda       |
| 1          | Martyna Świrad                 |
| 1          | Klaudia Świstek                |
| 1          | Dominika Witowska              |

## Transfery[9]
| Grupa Azoty Chemik Police | Grupa Azoty Chemik Police | Grupa Azoty Chemik Police |
| Zostają | Przychodzą | Odchodzą |
| --- | --- | --- |
| - Jovana Brakočević-Canzian - Iga Wasilewska - Martyna Czyrniańska - Maria Stenzel - Agnieszka Korneluk (Kąkolewska) - Martyna Łukasik - Katarzyna Połeć - Marta Pol | - Fabíola (Osasco/São Cristóvão Saúde) - Lenka Ovečková (UTE Budapeszt) - Monika Jagła (Joker Świecie) - Joanna Sikorska (Joker Świecie) - Maira Cipriano | - Naiane Rios (EC Pinheiros) - Bojana Milenković (CS Volei Alba-Blaj) - Aleksandra Lipska (CBF Balducci Hr Macerata) - Aleksandra Żurawska (Roleski Grupa Azoty PWSZ Tarnów) |
| w trakcie sezonu | | |
| | - Natalia Mędrzyk (powrót z urlopu macierzyńskiego) | - Marta Pol (Grot Budowlani Łódź) |

| Developres Bella Dolina Rzeszów | Developres Bella Dolina Rzeszów | Developres Bella Dolina Rzeszów |
| Zostają | Przychodzą | Odchodzą |
| --- | --- | --- |
| - Ann Kalandadze - Jelena Blagojević - / Izabella Rapacz - Aleksandra Szczygłowska - Magdalena Jurczyk - Anna Stencel - Daria Przybyła - Katarzyna Bagrowska - Katarzyna Wenerska - Julia Bińczycka | - Gabriela Orvošová (BKS Bostik Bielsko-Biała) - Weronika Szlagowska (BKS Bostik Bielsko-Biała) - Weronika Centka (Grot Budowlani Łódź) | - Kara Bajema (VakıfBank Stambuł) - Bruna Honório (Sesc RJ Flamengo) - Malwina Smarzek-Godek (Osasco/São Cristóvão Saúde) - Marta Krajewska (Roleski Grupa Azoty PWSZ Tarnów) - Gabriela Polańska (zakończenie kariery) - Dominika Witowska (Volleyball Wrocław) |

| ŁKS Commercecon Łódź                                                                        | ŁKS Commercecon Łódź | ŁKS Commercecon Łódź |
| Zostają                                                                                     | Przychodzą | Odchodzą |
| ------------------------------------------------------------------------------------------- | --- | --- |
| - Valentina Diouf - Roberta Ratzke - Paulina Maj-Erwardt - Julita Piasecka - Angelika Gajer | - Lana Ščuka (İlbank Ankara) - Anastasija Hryszczuk (ŁKS Commercecon Łódź (juniorki)) - Zuzanna Górecka (Grot Budowlani Łódź) - Aleksandra Gryka (IŁ Capital Legionovia Legionowo) - Kinga Drabek (BKS Bostik Bielsko-Biała) - Zuzanna Pieniak (ŁKS Commercecon Łódź (juniorki)) - Natalia Dróżdż (ŁKS Commercecon Łódź (juniorki)) | - Veronica Jones-Perry (Sesc RJ Flamengo) - Pietra Jukoski (Fluminese FC) - Krystyna Strasz (Moya Radomka Lotnisko Radom) - Martyna Grajber-Nowakowska (Wash4Green Pinerolo) - Joanna Pacak (Volleyball Wrocław) - Weronika Sobiczewska (BKS Bostik Bielsko-Biała) |
| w trakcie sezonu                                                                            | | |
|                                                                                             | - Martyna Grajber-Nowakowska (Wash4Green Pinerolo) | |

| Grot Budowlani Łódź                                                                                             | Grot Budowlani Łódź | Grot Budowlani Łódź |
| Zostają | Przychodzą | Odchodzą |
| --- | --- | --- |
| - Martyna Łazowska - Justyna Łysiak - Monika Fedusio - Małgorzata Lisiak - Justyna Kędziora - Daria Skomorowska | - Dominika Sobolska-Tarasova (Nilüfer Belediyespor) - Melis Durul (Nilüfer Belediyespor) - Aleksandra Kazała (BKS Bostik Bielsko-Biała) - Ewelina Polak (BKS Bostik Bielsko-Biała) - Julia Kąkol (Twardowska) (Joker Świecie) - Adrianna Kukulska (Roleski Grupa Azoty PWSZ Tarnów) - Judyta Gawlak (Stal Mielec) | - Ana Cleger (Shandong Rizhao Steel) - Zuzanna Górecka (ŁKS Commercecon Łódź) - Paulina Damaske (BKS Bostik Bielsko-Biała) - Weronika Centka (Developres Bella Dolina Rzeszów) - Julia Szczurowska (Volleyball Wrocław) - Anna Lewandowska (OnlyBio Pałac Bydgoszcz) - Maja Pelczarska (szuka klubu) |
| w trakcie sezonu                                                                                                | | |
| | - Marta Pol (Grupa Azoty Chemik Police) | |

| IŁ Capital Legionovia Legionowo                                     | IŁ Capital Legionovia Legionowo | IŁ Capital Legionovia Legionowo |
| Zostają                                                             | Przychodzą | Odchodzą |
| ------------------------------------------------------------------- | --- | --- |
| - Klaudia Kulig - Diana Dąbrowska - Sonia Stefanik - Maja Szymańska | - Neira Ortiz (CSM Târgoviște) - Maryna Mazenko (Prometej Kamieńskie) - Aleksandra Dudek (Energa MKS Kalisz) - Dominika Mras (Stal Mielec) - Marta Duda (LOS Nowy Dwór Mazowiecki) - Magda Kubas (LTS Legionovia Legionowo (juniorki)) - Gabriela Dębowska (LTS Legionovia Legionowo (juniorki)) - Aleksandra Jedut (AZS-AWF Warszawa) | - Gyselle Silva (AEK Ateny) - Yaprak Erkek (Eczacıbaşı Stambuł) - Olivia Różański (Reale Mutua Fenera Chieri) - Aleksandra Gryka (ŁKS Commercecon Łódź) - Izabela Lemańczyk (Energa MKS Kalisz) - Alicja Grabka (Energa MKS Kalisz) - Maja Tokarska (szuka klubu) - Magdalena Damaske (Moya Radomka Lotnisko Radom) - Daria Szczyrba (AS Saint-Raphaël VB) - Hanna Tylska (Navarro College)                                                                                   |
| w trakcie sezonu                                                    | | |
|                                                                     | | - Neira Ortiz (Cangrejeras de Santurce) - Maryna Mazenko (Roleski Grupa Azoty PWSZ Tarnów) - Aleksandra Dudek (Muratpaşa Belediyesi SK) - Klaudia Kulig (szuka klubu) - Dominika Mras (szuka klubu) - Marta Duda (szuka klubu) - Maja Szymańska (BKS Bostik Bielsko-Biała) - Diana Dąbrowska (szuka klubu) - Sonia Stefanik (Energa MKS Kalisz) - Gabriela Dębowska (szuka klubu) - Aleksandra Jedut (szuka klubu) - Julia Bartczak (szuka klubu) - Magda Kubas (szuka klubu) |

| Moya Radomka Lotnisko Radom                                         | Moya Radomka Lotnisko Radom | Moya Radomka Lotnisko Radom |
| Zostają                                                             | Przychodzą | Odchodzą |
| ------------------------------------------------------------------- | --- | --- |
| - Natalia Murek - Agnieszka Adamek - Kornelia Moskwa - Renata Biała | - Gözde Yılmaz (Eczacıbaşı Stambuł) - Madison Bugg (Acqua & Sapone Roma Volley Club) - Janet Kalaniuvalu (Miami University) - Krystyna Strasz (ŁKS Commercecon Łódź) - Martyna Świrad (BKS Bostik Bielsko-Biała) - Justyna Łukasik (Energa MKS Kalisz) - Małgorzata Jasek (CSO Voluntari 2005) - Paulina Zaborowska (Joker Świecie) - Magdalena Damaske (IŁ Capital Legionovia Legionowo) | - Freya Aelbrecht (Olympiakos Pireus) - Alexandra Lazic (Bartoccini Fortinfissi Perugia) - Katarzyna Skorupa (zakończenie kariery) - Katarzyna Zaroślińska-Król (PAOK Saloniki) - Zuzanna Efimienko-Młotkowska (Energa MKS Kalisz) - Aleksandra Wójcik (Energa MKS Kalisz) - Agata Witkowska (OnlyBio Pałac Bydgoszcz) - Aleksandra Szczepańska (Roleski Grupa Azoty PWSZ Tarnów) - Kamila Kobus (OnlyBio Pałac Bydgoszcz) |
| w trakcie sezonu                                                    | | |
|                                                                     | - Marharyta Stepanenko (Azerrail Baku) - Samara Rodrigues de Almeida - Ellen Braga (Trasporti Pesanti Casalmaggiore) | - Gözde Yılmaz - Janet Kalaniuvalu (Merinos SK) - Magdalena Damaske-Dawid |

| UNI Opole | UNI Opole | UNI Opole |
| Zostają | Przychodzą | Odchodzą |
| --- | --- | --- |
| - Vivian Pellegrino - Adriana Adamek - Marta Orzyłowska - Kinga Stronias - Gabriela Makarowska - Oliwia Sieradzka | - Anastasija Krajduba - Lana Conceição (Cda Volley Talmassons) - Natalia Kecher (SMS PZPS Szczyrk) - Amelia Senica (Joker Świecie) - Pola Janicka (MKS Kalisz (juniorki)) | - Regiane Bidias (Volleyball Wrocław) - Anna Bączyńska (Volleyball Wrocław) - Marta Pamuła (KS Energetyk Poznań) - Weronika Wołodko (Częstochowianka Częstochowa) - Aleksandra Muszyńska (WTS Solna Wieliczka) - Gabriela Borawska (szuka klubu) |
| w trakcie sezonu                                                                                                  | | |
| | - Izabela Bałucka (powrót po kontuzji) | |

| BKS Bostik Bielsko-Biała                                                                        | BKS Bostik Bielsko-Biała | BKS Bostik Bielsko-Biała |
| Zostają                                                                                         | Przychodzą | Odchodzą |
| ----------------------------------------------------------------------------------------------- | --- | --- |
| - Dominika Pierzchała - Julia Mazur - Magdalena Janiuk - Martyna Borowczak - Karina Chmielewska | - Tara Ceasar (Allianz MTV Stuttgart) - Julia Nowicka (Allianz MTV Stuttgart) - Majka Szczepańska-Pogoda (Polskie Przetwory Pałac Bydgoszcz) - Paulina Damaske (Grot Budowlani Łódź) - Weronika Sobiczewska (ŁKS Commercecon Łódź) - Paulina Majkowska (OnlyBio Pałac Bydgoszcz) - Nikola Abramajtys (Płomień Sosnowiec) - Agata Nowak (Joker Świecie) | - Gabriela Orvošová (Developres Bella Dolina Rzeszów) - Weronika Szlagowska (Developres Bella Dolina Rzeszów) - Kinga Drabek (ŁKS Commercecon Łódź) - Martyna Świrad (Moya Radomka Lotnisko Radom) - Aleksandra Kazała (Grot Budowlani Łódź) - Ewelina Polak (Grot Budowlani Łódź) - Alina Bartkowska (Energa MKS Kalisz) - Koleta Łyszkiewicz (OnlyBio Pałac Bydgoszcz) |
| w trakcie sezonu                                                                                | | |
|                                                                                                 | - Maja Szymańska (IŁ Capital Legionovia Legionowo) | |

| Volleyball Wrocław                        | Volleyball Wrocław | Volleyball Wrocław |
| Zostają                                   | Przychodzą | Odchodzą |
| ----------------------------------------- | --- | --- |
| - Adrianna Szady - Aleksandra Gromadowska | - Regiane Bidias (UNI Opole) - Lucie Mühlsteinová (powrót po przerwie) - Melissa Evans (North Carolina State University) - Magdalena Saad (OnlyBio Pałac Bydgoszcz) - Joanna Pacak (ŁKS Commercecon Łódź) - Julia Szczurowska (Grot Budowlani Łódź) - Anna Bączyńska (UNI Opole) - Dominika Witowska (Developres Bella Dolina Rzeszów) - Łucja Kuriata (WTS Solna Wieliczka) | - Yunieska Robles (szuka klubu) - Andrea Kossanyiová (CS Volei Alba-Blaj) - Nina Kocić (szuka klubu) - Anna Kaczmar (zakończenie kariery) - Magdalena Hawryła (zakończenie kariery) - Anna Bodasińska (szuka klubu) - Marta Wellna (szuka klubu) - Karolina Fedorek (Energa MKS Kalisz) |
| w trakcie sezonu                          | | |
|                                           | - Barbara Cembrzyńska (Al-Wakrah SC) | - Melissa Evans (szuka klubu) |

| Energa MKS Kalisz                        | Energa MKS Kalisz | Energa MKS Kalisz |
| Zostają                                  | Przychodzą | Odchodzą |
| ---------------------------------------- | --- | --- |
| - Karolina Drużkowska - Aleksandra Cygan | - Izabela Lemańczyk (IŁ Capital Legionovia Legionowo) - Alicja Grabka (IŁ Capital Legionovia Legionowo) - Zuzanna Efimienko-Młotkowska (Moya Radomka Lotnisko Radom) - Aleksandra Wójcik (Moya Radomka Lotnisko Radom) - Aleksandra Rasińska (Green Warriors Sassuolo) - Alina Bartkowska (BKS Bostik Bielsko-Biała) - Katarzyna Wawrzyniak (Roleski Grupa Azoty PWSZ Tarnów) - Zuzanna Kuligowska (Wieżyca 2011 Stężyca) - Karolina Fedorek (Volleyball Wrocław) - Natalia Pajdak (Energa MKS Kalisz (juniorki)) | - Ewelina Żurowska (OnlyBio Pałac Bydgoszcz) - Aleksandra Dudek (IŁ Capital Legionovia Legionowo) - Natalia Gajewska (VC Wiesbaden) - Justyna Łukasik (Moya Radomka Lotnisko Radom) - Emilia Mucha (Stal Mielec) - Sylwia Kucharska (Stal Mielec) - Sonia Kubacka (Stal Mielec) - Oriana Miechowicz (KS Energetyk Poznań) |
| w trakcie sezonu                         | | |
|                                          | - Sonia Stefanik (IŁ Capital Legionovia Legionowo) | |

| OnlyBio Pałac Bydgoszcz                                                    | OnlyBio Pałac Bydgoszcz | OnlyBio Pałac Bydgoszcz |
| Zostają                                                                    | Przychodzą | Odchodzą |
| -------------------------------------------------------------------------- | --- | --- |
| - Magdalena Mazurek - Paulina Bałdyga - Kinga Różyńska - Aleksandra Justka | - Kinga Szűcs (Trasporti Pesanti Casalmaggiore) - Monika Gałkowska (Bartoccini Fortinfissi Perugia) - Agata Witkowska (Moya Radomka Lotnisko Radom) - Ewelina Żurowska (Energa MKS Kalisz) - Koleta Łyszkiewicz (BKS Bostik Bielsko-Biała) - Anna Lewandowska (Grot Budowlani Łódź) - Pola Nowakowska (AZS Uniwersytet Gdański) - Kamila Kobus (Moya Radomka Lotnisko Radom) | - Letícia Hage (Dentil/Praia Clube) - Mariana Alves Cassemiro (Albese Volley) - Ani Bozdewa (szuka klubu) - Magdalena Saad (Volleyball Wrocław) - Majka Szczepańska-Pogoda (BKS Bostik Bielsko-Biała) - Paulina Majkowska (BKS Bostik Bielsko-Biała) - Zuzanna Szperlak (Energa MKS Kalisz) |
| w trakcie sezonu                                                           | | |
|                                                                            | - Anneclaire Ter Brugge (Eurosped TVT) - Julia Gliwa (LOS Nowy Dwór Mazowiecki) | - Kinga Szűcs (Seap-Sigel Marsala) - Monika Gałkowska (Bartoccini Fortinfissi Perugia) |

| Roleski Grupa Azoty PWSZ Tarnów                                                                 | Roleski Grupa Azoty PWSZ Tarnów | Roleski Grupa Azoty PWSZ Tarnów |
| Zostają                                                                                         | Przychodzą | Odchodzą |
| ----------------------------------------------------------------------------------------------- | --- | --- |
| - Anna Pawłowska - Gabriela Ponikowska - Wiktoria Kowalska - Magdalena Ociepa - Klaudia Świstek | - Nikolina Lukić (ŽOK Ub) - Julija Herasymowa (Prometej Kamieńskie) - Elena Beczewa (LP Viesti Salo) - Aleksandra Żurawska (Grupa Azoty Chemik Police) - Marta Krajewska (Developres Bella Dolina Rzeszów) - Aleksandra Szczepańska (Moya Radomka Lotnisko Radom) - Katarzyna Marcyniuk (MKS SAN-Pajda Jarosław) - Adrianna Rybak (Częstochowianka Częstochowa) | - Karolina Szczygieł-Głód (BAS Kombinat Budowlany Białystok) - Katarzyna Wawrzyniak (Energa MKS Kalisz) - Magdalena Szabó (szuka klubu) - Adrianna Kukulska (Grot Budowlani Łódź) - Aleksandra Gancarz (szuka klubu) - Agnieszka Cur-Słomka (BAS Kombinat Budowlany Białystok) - Pola Nowacka (BAS Kombinat Budowlany Białystok) |
| w trakcie sezonu                                                                                | | |
|                                                                                                 | - Maryna Mazenko (IŁ Capital Legionovia Legionowo) - Angela Mroczek (KS San-Pajda Jarosław) | - Nikolina Lukić (ŽOK Ub) - Julija Hierasymowa (Rapid Bukareszt) - Elena Beczewa (Aris Saloniki) |

## Składy drużyn
| Grupa Azoty Chemik Police | Grupa Azoty Chemik Police                                            | Grupa Azoty Chemik Police | Grupa Azoty Chemik Police | Grupa Azoty Chemik Police |
| Nr                        | Imię i nazwisko                                                      | Data ur.                  | Wzrost                    | Pozycja                   |
| ------------------------- | -------------------------------------------------------------------- | ------------------------- | ------------------------- | ------------------------- |
| 1                         | Maria Stenzel                                                        | 25.11.1998                | 168                       | libero                    |
| 4                         | Marlena Kowalewska                                                   | 09.01.1992                | 176                       | rozgrywająca              |
| 5                         | Agnieszka Korneluk (Kąkolewska)                                      | 17.10.1994                | 199                       | środkowa                  |
| 6                         | Jovana Brakočević-Canzian                                            | 05.03.1988                | 196                       | atakująca                 |
| 9                         | Iga Wasilewska                                                       | 25.04.1994                | 183                       | środkowa                  |
| 10                        | Katarzyna Połeć                                                      | 13.02.1989                | 191                       | środkowa                  |
| 11                        | Martyna Łukasik                                                      | 26.11.1999                | 190                       | przyjmująca/atakująca     |
| 13                        | Lenka Ovečková                                                       | 16.11.1995                | 176                       | rozgrywająca              |
| 14                        | Natalia Mędrzyk (od 21.11.2022)                                      | 13.01.1992                | 184                       | przyjmująca               |
| 15                        | Martyna Czyrniańska                                                  | 13.10.2003                | 191                       | przyjmująca               |
| 17                        | Monika Jagła                                                         | 04.01.2000                | 175                       | libero                    |
| 19                        | Joanna Sikorska                                                      | 25.12.1990                | 180                       | atakująca                 |
| Odeszły w trakcie sezonu  |                                                                      |                           |                           |                           |
| 21                        | Marta Pol (do 20.01.2023)                                            | 02.11.1995                | 188                       | środkowa                  |
|                           | Marek Mierzwiński (do 17.01.2023) Radosław Wodziński (od 17.01.2023) | Trener                    | Trener                    | Trener                    |
|                           |                                                                      | Asystent trenera          |                           |                           |

| Developres Bella Dolina Rzeszów | Developres Bella Dolina Rzeszów | Developres Bella Dolina Rzeszów | Developres Bella Dolina Rzeszów | Developres Bella Dolina Rzeszów |
| Nr                              | Imię i nazwisko                 | Data ur.                        | Wzrost                          | Pozycja                         |
| ------------------------------- | ------------------------------- | ------------------------------- | ------------------------------- | ------------------------------- |
| 5                               | Katarzyna Bagrowska             | 05.09.2000                      | 178                             | przyjmująca                     |
| 7                               | Jelena Blagojević               | 01.12.1988                      | 181                             | przyjmująca                     |
| 8                               | Anna Obiała (Stencel)           | 28.08.1995                      | 187                             | środkowa                        |
| 9                               | Weronika Centka                 | 06.09.2000                      | 191                             | środkowa                        |
| 10                              | Katarzyna Wenerska              | 09.03.1993                      | 180                             | rozgrywająca                    |
| 12                              | Aleksandra Szczygłowska         | 22.03.1998                      | 172                             | libero                          |
| 16                              | Izabella Rapacz                 | 25.09.1995                      | 188                             | atakująca                       |
| 18                              | Gabriela Orvošová               | 28.01.2001                      | 195                             | atakująca                       |
| 20                              | Daria Przybyła                  | 30.05.1991                      | 172                             | libero                          |
| 22                              | Weronika Szlagowska             | 29.11.2001                      | 189                             | przyjmująca                     |
| 27                              | Ann Kalandadze                  | 10.12.1998                      | 185                             | przyjmująca                     |
| 95                              | Magdalena Jurczyk               | 25.10.1995                      | 185                             | środkowa                        |
| 98                              | Julia Bińczycka                 | 04.01.2002                      | 172                             | rozgrywająca                    |
|                                 | Stéphane Antiga                 | Trener                          | Trener                          | Trener                          |
|                                 | Bartłomiej Dąbrowski            | Asystent trenera                | Asystent trenera                | Asystent trenera                |

| ŁKS Commercecon Łódź | ŁKS Commercecon Łódź                       | ŁKS Commercecon Łódź | ŁKS Commercecon Łódź | ŁKS Commercecon Łódź |
| Nr                   | Imię i nazwisko                            | Data ur.             | Wzrost               | Pozycja              |
| -------------------- | ------------------------------------------ | -------------------- | -------------------- | -------------------- |
| 1                    | Aleksandra Gryka                           | 06.02.2000           | 190                  | środkowa             |
| 3                    | Paulina Maj-Erwardt                        | 22.03.1987           | 166                  | libero               |
| 4                    | Martyna Grajber-Nowakowska (od 10.05.2023) | 28.03.1995           | 180                  | przyjmująca          |
| 6                    | Kamila Witkowska                           | 02.12.1991           | 191                  | środkowa             |
| 7                    | Valentina Diouf                            | 10.01.1993           | 201                  | atakująca            |
| 8                    | Zuzanna Górecka                            | 10.04.2000           | 181                  | przyjmująca          |
| 9                    | Natalia Dróżdż                             | 24.06.2004           | 190                  | przyjmująca          |
| 10                   | Anastasija Hryszczuk                       | 24.04.2004           | 188                  | atakująca            |
| 12                   | Roberta Ratzke                             | 28.04.1990           | 185                  | rozgrywająca         |
| 14                   | Angelika Gajer                             | 06.10.1998           | 172                  | rozgrywająca         |
| 15                   | Klaudia Alagierska-Szczepaniak             | 02.01.1996           | 190                  | środkowa             |
| 16                   | Kinga Drabek                               | 10.05.1998           | 169                  | libero               |
| 17                   | Lana Ščuka                                 | 06.10.1996           | 185                  | przyjmująca          |
| 18                   | Julita Piasecka                            | 25.09.2002           | 188                  | przyjmująca          |
| 25                   | Zuzanna Pieniak                            | 14.02.2004           | 188                  | środkowa             |
|                      | Alessandro Chiappini                       | Trener               | Trener               | Trener               |
|                      | Adrian Chyliński                           | Asystent trenera     | Asystent trenera     | Asystent trenera     |

| Grot Budowlani Łódź | Grot Budowlani Łódź        | Grot Budowlani Łódź | Grot Budowlani Łódź | Grot Budowlani Łódź |
| Nr                  | Imię i nazwisko            | Data ur.            | Wzrost              | Pozycja             |
| ------------------- | -------------------------- | ------------------- | ------------------- | ------------------- |
| 1                   | Ewelina Polak              | 17.04.1993          | 176                 | rozgrywająca        |
| 2                   | Justyna Kędziora           | 29.09.2000          | 176                 | przyjmująca/libero  |
| 4                   | Marta Pol (od 20.01.2023)  | 02.11.1995          | 188                 | środkowa            |
| 5                   | Małgorzata Lisiak          | 11.07.1996          | 187                 | środkowa            |
| 6                   | Adrianna Kukulska          | 30.04.1998          | 177                 | przyjmująca         |
| 7                   | Martyna Łazowska           | 10.04.2002          | 180                 | rozgrywająca        |
| 9                   | Julia Kąkol (Twardowska)   | 04.05.1995          | 188                 | przyjmująca         |
| 10                  | Melis Durul                | 21.10.1993          | 186                 | atakująca           |
| 11                  | Aleksandra Kazała          | 12.07.1996          | 180                 | przyjmująca         |
| 14                  | Monika Fedusio             | 06.11.1999          | 183                 | przyjmująca         |
| 15                  | Dominika Sobolska-Tarasova | 03.12.1991          | 187                 | środkowa            |
| 17                  | Judyta Gawlak              | 06.11.1990          | 185                 | środkowa            |
| 18                  | Justyna Łysiak             | 20.01.1999          | 173                 | libero              |
| 21                  | Daria Skomorowska          | 04.10.2002          | 170                 | libero              |
|                     | Maciej Biernat             | Trener              | Trener              | Trener              |
|                     | Krystian Pachliński        | Asystent trenera    | Asystent trenera    | Asystent trenera    |

| IŁ Capital Legionovia Legionowo | IŁ Capital Legionovia Legionowo                                | IŁ Capital Legionovia Legionowo | IŁ Capital Legionovia Legionowo | IŁ Capital Legionovia Legionowo |
| Nr                              | Imię i nazwisko                                                | Data ur.                        | Wzrost                          | Pozycja                         |
| ------------------------------- | -------------------------------------------------------------- | ------------------------------- | ------------------------------- | ------------------------------- |
| Odeszły w trakcie sezonu        |                                                                |                                 |                                 |                                 |
| 2                               | Paula Czerwińska (do 19.01.2023)                               | 09.04.1992                      | 180                             | przyjmująca                     |
| 4                               | Neira Ortiz (do 31.12.2022)                                    | 06.07.1993                      | 196                             | środkowa                        |
| 5                               | Gabriela Dębowska (do 19.01.2023)                              | 25.08.2003                      | 185                             | środkowa                        |
| 6                               | Aleksandra Jedut (do 19.01.2023)                               | 26.04.2002                      |                                 | przyjmująca                     |
| 8                               | Julia Bartczak (do 19.01.2023)                                 | 2003                            | 190                             | przyjmująca                     |
| 9                               | Marta Duda (do 19.01.2023)                                     | 16.07.1996                      | 183                             | atakująca                       |
| 10                              | Maryna Mazenko (do 19.01.2023)                                 | 07.05.1998                      | 188                             | środkowa                        |
| 11                              | Dominika Mras (do 19.01.2023)                                  | 19.04.1996                      | 181                             | rozgrywająca                    |
| 12                              | Diana Dąbrowska (do 19.01.2023)                                | 12.08.2001                      | 184                             | rozgrywająca                    |
| 13                              | Sonia Stefanik (do 19.01.2023)                                 | 08.10.2002                      | 190                             | środkowa                        |
| 14                              | Maja Szymańska (do 19.01.2023)                                 | 15.04.2002                      | 186                             | atakująca                       |
| 16                              | Klaudia Kulig (do 19.01.2023)                                  | 01.05.1997                      | 173                             | libero                          |
| 18                              | Aleksandra Dudek (do 31.12.2022)                               | 18.01.1997                      | 187                             | przyjmująca                     |
| 23                              | Magda Kubas (do 19.01.2023)                                    | 28.01.2004                      | 172                             | libero                          |
|                                 | Paweł Kowal (do 23.12.2022) Grzegorz Kowalczyk (od 23.12.2022) | Trener                          | Trener                          | Trener                          |
|                                 |                                                                | Asystent trenera                |                                 |                                 |

| Moya Radomka Lotnisko Radom | Moya Radomka Lotnisko Radom                 | Moya Radomka Lotnisko Radom | Moya Radomka Lotnisko Radom | Moya Radomka Lotnisko Radom |
| Nr                          | Imię i nazwisko                             | Data ur.                    | Wzrost                      | Pozycja                     |
| --------------------------- | ------------------------------------------- | --------------------------- | --------------------------- | --------------------------- |
| 2                           | Samara Rodrigues de Almeida (od 02.11.2022) | 16.07.1992                  | 185                         | przyjmująca                 |
| 3                           | Martyna Świrad                              | 05.01.1998                  | 182                         | środkowa                    |
| 4                           | Madison Bugg                                | 04.08.1994                  | 182                         | rozgrywająca                |
| 5                           | Małgorzata Jasek                            | 14.03.1995                  | 191                         | środkowa/atakująca          |
| 7                           | Ellen Braga (od 13.01.2023)                 | 12.06.1991                  | 178                         | przyjmująca                 |
| 8                           | Marharyta Stepanenko (od 07.01.2023)        | 25.04.1993                  | 186                         | atakująca                   |
| 9                           | Natalia Murek                               | 08.09.1999                  | 180                         | przyjmująca                 |
| 10                          | Krystyna Strasz                             | 24.07.1987                  | 166                         | libero                      |
| 11                          | Justyna Łukasik                             | 27.01.1993                  | 187                         | środkowa                    |
| 13                          | Renata Biała                                | 22.06.1992                  | 177                         | przyjmująca                 |
| 14                          | Paulina Zaborowska                          | 07.06.2000                  | 179                         | rozgrywająca                |
| 15                          | Kornelia Moskwa                             | 30.10.1996                  | 186                         | środkowa                    |
| 23                          | Agnieszka Adamek                            | 04.01.1996                  | 166                         | libero                      |
| Odeszły w trakcie sezonu    |                                             |                             |                             |                             |
| 6                           | Gözde Yılmaz (do 13.03.2023)                | 09.09.1991                  | 194                         | atakująca                   |
| 7                           | Magdalena Damaske-Dawid (do 01.01.2023)     | 19.02.1996                  | 186                         | przyjmująca                 |
| 8                           | Janet Kalaniuvalu (do 12.12.2022)           | 31.07.1999                  | 189                         | przyjmująca                 |
|                             | Błażej Krzyształowicz                       | Trener                      | Trener                      | Trener                      |
|                             | Jakub Głuszak                               | Asystent trenera            | Asystent trenera            | Asystent trenera            |

| UNI Opole | UNI Opole                              | UNI Opole         | UNI Opole         | UNI Opole         |
| Nr        | Imię i nazwisko                        | Data ur.          | Wzrost            | Pozycja           |
| --------- | -------------------------------------- | ----------------- | ----------------- | ----------------- |
| 2         | Marta Orzyłowska                       | 08.01.1998        | 191               | środkowa          |
| 3         | Kinga Stronias                         | 22.04.1997        | 185               | przyjmująca       |
| 6         | Lana Conceição                         | 08.12.1996        | 182               | przyjmująca       |
| 7         | Vivian Pellegrino                      | 31.05.1985        | 180               | środkowa          |
| 8         | Izabela Bałucka (od 20.01.2023)        | 15.02.1993        | 186               | środkowa          |
| 9         | Pola Janicka                           | 03.03.2004        | 182               | rozgrywająca      |
| 10        | Natalia Kecher                         | 01.02.2004        | 192               | środkowa          |
| 13        | Adriana Adamek                         | 23.09.1998        | 178               | libero            |
| 15        | Amelia Senica                          | 31.12.2004        | 181               | przyjmująca       |
| 17        | Gabriela Makarowska-Kulej              | 23.01.2000        | 177               | rozgrywająca      |
| 18        | Oliwia Sieradzka                       | 22.12.1997        | 185               | atakująca         |
| 24        | Anastasija Krajduba                    | 15.04.1995        | 194               | atakująca         |
|           | Nicola Vettori                         | Trener            | Trener            | Trener            |
|           | Akis Efstatopulos Mateusz Zarankiewicz | Asystenci trenera | Asystenci trenera | Asystenci trenera |

| BKS Bostik Bielsko-Biała | BKS Bostik Bielsko-Biała       | BKS Bostik Bielsko-Biała | BKS Bostik Bielsko-Biała | BKS Bostik Bielsko-Biała |
| Nr                       | Imię i nazwisko                | Data ur.                 | Wzrost                   | Pozycja                  |
| ------------------------ | ------------------------------ | ------------------------ | ------------------------ | ------------------------ |
| 1                        | Dominika Pierzchała            | 11.03.2003               | 190                      | środkowa                 |
| 2                        | Julia Nowicka                  | 21.10.1998               | 175                      | rozgrywająca             |
| 3                        | Tara Ceasar                    | 20.07.1999               | 187                      | przyjmująca              |
| 5                        | Martyna Borowczak              | 30.08.2002               | 177                      | przyjmująca              |
| 6                        | Julia Mazur                    | 17.04.2001               | 169                      | libero                   |
| 7                        | Agata Nowak                    | 08.07.1995               | 173                      | libero                   |
| 8                        | Magdalena Janiuk               | 16.04.1992               | 182                      | środkowa                 |
| 10                       | Karina Chmielewska             | 25.04.1997               | 173                      | rozgrywająca             |
| 13                       | Nikola Abramajtys              | 13.02.1997               | 185                      | środkowa                 |
| 14                       | Maja Szymańska (od 26.01.2023) | 15.04.2002               | 186                      | atakująca                |
| 17                       | Paulina Majkowska              | 06.02.1995               | 185                      | środkowa                 |
| 18                       | Weronika Sobiczewska           | 06.05.1999               | 184                      | atakująca                |
| 24                       | Paulina Damaske                | 01.06.2001               | 178                      | przyjmująca              |
| 47                       | Majka Szczepańska-Pogoda       | 24.04.1995               | 181                      | atakująca                |
|                          | Bartłomiej Piekarczyk          | Trener                   | Trener                   | Trener                   |
|                          | Bartosz Sufa                   | Asystent trenera         | Asystent trenera         | Asystent trenera         |

| Volleyball Wrocław       | Volleyball Wrocław                  | Volleyball Wrocław | Volleyball Wrocław | Volleyball Wrocław |
| Nr                       | Imię i nazwisko                     | Data ur.           | Wzrost             | Pozycja            |
| ------------------------ | ----------------------------------- | ------------------ | ------------------ | ------------------ |
| 1                        | Julia Szczurowska                   | 29.07.2001         | 188                | atakująca          |
| 3                        | Aleksandra Gromadowska              | 03.02.1996         | 188                | przyjmująca        |
| 4                        | Aleksandra Gołębiowska              | 01.12.2004         | 180                | przyjmująca        |
| 5                        | Regiane Bidias                      | 02.10.1986         | 190                | przyjmująca        |
| 7                        | Łucja Kuriata                       | 15.05.2000         | 186                | środkowa           |
| 8                        | Magdalena Saad                      | 14.05.1985         | 168                | libero             |
| 9                        | Joanna Pacak                        | 09.06.1996         | 187                | środkowa           |
| 10                       | Lucie Mühlsteinová                  | 15.10.1984         | 180                | rozgrywająca       |
| 11                       | Adrianna Szady                      | 18.11.1991         | 178                | rozgrywająca       |
| 12                       | Julia Stancelewska                  | 01.01.2002         | 188                | środkowa           |
| 13                       | Joanna Chorążą                      | 21.03.2004         | 173                | przyjmująca        |
| 14                       | Dominika Witowska                   | 01.02.1995         | 185                | środkowa           |
| 15                       | Barbara Cembrzyńska (od 17.12.2022) | 19.05.1997         | 185                | przyjmująca        |
| 16                       | Zuzanna Kamińska                    | 27.09.2004         | 182                | atakująca          |
| 20                       | Anna Bączyńska                      | 31.12.1995         | 187                | przyjmująca        |
| Odeszły w trakcie sezonu |                                     |                    |                    |                    |
| 21                       | Melissa Evans (do 17.02.2023)       | 21.10.1999         | 185                | atakująca          |
|                          | Michal Mašek                        | Trener             | Trener             | Trener             |
|                          | Bartłomiej Bartodziejski            | Asystent trenera   | Asystent trenera   | Asystent trenera   |

| Energa MKS Kalisz | Energa MKS Kalisz              | Energa MKS Kalisz | Energa MKS Kalisz | Energa MKS Kalisz |
| Nr                | Imię i nazwisko                | Data ur.          | Wzrost            | Pozycja           |
| ----------------- | ------------------------------ | ----------------- | ----------------- | ----------------- |
| 1                 | Katarzyna Wawrzyniak           | 14.03.1990        | 177               | rozgrywająca      |
| 3                 | Karolina Drużkowska            | 03.06.2002        | 194               | przyjmująca       |
| 6                 | Aleksandra Wójcik              | 03.01.1994        | 185               | przyjmująca       |
| 8                 | Sonia Stefanik (od 01.02.2023) | 08.10.2002        | 190               | środkowa          |
| 9                 | Aleksandra Rasińska            | 06.11.1998        | 190               | atakująca         |
| 10                | Zuzanna Kuligowska             | 03.09.2002        | 186               | przyjmująca       |
| 11                | Izabela Lemańczyk              | 11.12.1990        | 169               | libero            |
| 12                | Natalia Pajdak                 | 11.10.2004        | 163               | przyjmująca       |
| 14                | Aleksandra Cygan               | 09.04.1997        | 186               | środkowa          |
| 16                | Zuzanna Efimienko-Młotkowska   | 08.08.1989        | 196               | środkowa          |
| 19                | Alina Bartkowska               | 15.11.1999        | 187               | atakująca         |
| 21                | Alicja Grabka                  | 09.05.1998        | 178               | rozgrywająca      |
| 22                | Karolina Fedorek               | 14.04.1994        | 184               | środkowa          |
|                   | Marcin Widera                  | Trener            | Trener            | Trener            |
|                   | Przemysław Michalczyk          | Asystent trenera  | Asystent trenera  | Asystent trenera  |

| OnlyBio Pałac Bydgoszcz  | OnlyBio Pałac Bydgoszcz                                        | OnlyBio Pałac Bydgoszcz | OnlyBio Pałac Bydgoszcz | OnlyBio Pałac Bydgoszcz |
| Nr                       | Imię i nazwisko                                                | Data ur.                | Wzrost                  | Pozycja                 |
| ------------------------ | -------------------------------------------------------------- | ----------------------- | ----------------------- | ----------------------- |
| 3                        | Paulina Bałdyga                                                | 24.07.1996              | 174                     | rozgrywająca            |
| 4                        | Julia Gliwa (od 27.01.2023)                                    | 29.05.2002              | 183                     | przyjmująca             |
| 5                        | Anna Lewandowska                                               | 02.12.1995              | 187                     | środkowa                |
| 6                        | Aleksandra Justka                                              | 13.05.2002              | 168                     | libero                  |
| 7                        | Magdalena Mazurek                                              | 12.09.1983              | 182                     | rozgrywająca            |
| 8                        | Ewelina Żurowska                                               | 10.08.1992              | 175                     | przyjmująca             |
| 9                        | Pola Nowakowska                                                | 30.01.1996              | 181                     | libero                  |
| 10                       | Kamila Kobus                                                   | 29.06.1999              | 186                     | środkowa                |
| 11                       | Anneclaire Ter Brugge (od 22.01.2023)                          | 20.02.2002              | 186                     | atakująca               |
| 13                       | Kinga Różyńska                                                 | 12.07.1998              | 189                     | środkowa                |
| 15                       | Dominika Milun                                                 | 18.03.2005              | 180                     | przyjmująca             |
| 16                       | Agata Witkowska                                                | 19.08.1989              | 170                     | libero                  |
| 22                       | Koleta Łyszkiewicz                                             | 22.01.1993              | 193                     | przyjmująca/atakująca   |
| Odeszły w trakcie sezonu |                                                                |                         |                         |                         |
| 4                        | Kinga Szűcs (do 10.12.2022)                                    | 08.06.1993              | 179                     | przyjmująca             |
| 14                       | Monika Gałkowska (do 22.01.2023)                               | 06.04.1996              | 188                     | atakująca               |
|                          | Mirosław Zawieracz (do 09.02.2023) Jakub Tęcza (od 09.02.2023) | Trener                  | Trener                  | Trener                  |
|                          |                                                                | Asystent trenera        |                         |                         |

| Roleski Grupa Azoty PWSZ Tarnów | Roleski Grupa Azoty PWSZ Tarnów    | Roleski Grupa Azoty PWSZ Tarnów | Roleski Grupa Azoty PWSZ Tarnów | Roleski Grupa Azoty PWSZ Tarnów |
| Nr                              | Imię i nazwisko                    | Data ur.                        | Wzrost                          | Pozycja                         |
| ------------------------------- | ---------------------------------- | ------------------------------- | ------------------------------- | ------------------------------- |
| 3                               | Katarzyna Marcyniuk                | 25.07.1995                      | 182                             | przyjmująca                     |
| 5                               | Marta Łyczakowska (Krajewska)      | 20.05.1995                      | 176                             | rozgrywająca                    |
| 8                               | Aleksandra Szczepańska             | 26.02.1990                      | 183                             | rozgrywająca                    |
| 9                               | Klaudia Świstek                    | 24.05.1995                      | 178                             | przyjmująca                     |
| 11                              | Gabriela Ponikowska                | 20.05.1993                      | 184                             | środkowa                        |
| 12                              | Magdalena Ociepa                   | 04.03.1999                      | 184                             | środkowa                        |
| 16                              | Aleksandra Żurawska                | 06.06.1998                      | 169                             | libero                          |
| 18                              | Wiktoria Kowalska                  | 18.04.1999                      | 183                             | atakująca                       |
| 20                              | Anna Pawłowska                     | 22.02.1994                      | 186                             | libero                          |
| 22                              | Angela Mroczek (od 18.01.2023)     | 25.02.1994                      | 180                             | przyjmująca                     |
| 23                              | Maryna Mazenko (od 25.01.2023)     | 07.05.1998                      | 188                             | środkowa                        |
| 29                              | Adrianna Rybak                     | 29.09.2000                      | 189                             | środkowa                        |
| Odeszły w trakcie sezonu        |                                    |                                 |                                 |                                 |
| 7                               | Julija Hierasymowa (do 08.01.2023) | 15.09.1989                      | 185                             | środkowa                        |
| 13                              | Elena Beczewa (do 14.12.2022)      | 30.05.1998                      | 185                             | przyjmująca                     |
| 17                              | Nikolina Lukić (do 31.12.2022)     | 18.08.1994                      | 181                             | przyjmująca                     |
|                                 | Marcin Wojtowicz                   | Trener                          | Trener                          | Trener                          |
|                                 | Michał Madejski                    | Asystent trenera                | Asystent trenera                | Asystent trenera                |